# Ингерманландцы

Национальный флаг ингерманландцев

Ингерманла́ндцы, или фи́нны-ингерманла́ндцы, или ингерманла́ндские фи́нны (фин. inkeriläiset, inkerinsuomalaiset, эст. ingerlased, швед. finskingermanländare, устар. финны-инкери, ленинградские финны, неол. ингро-финны) — это, по одной версии, субэтническая группа финнов, по другой версии — самостоятельный финно-угорский этнос, образовавшийся в XVII веке на территории исторической области Ингерманландия. Коренной народ Северо-Западного региона России.
В настоящее время ингерманландцы проживают, в основном, в России (Санкт-Петербург, Ленинградская область, Карелия, Западная Сибирь), Эстонии, Финляндии и Швеции. Язык ингерманландцев (фин. inkerin murre) относится к южно-карельским диалектам финского языка. По вероисповеданию ингерманландцы традиционно относятся к лютеранской церкви, однако часть из них придерживается православия.

## История
Этническая группа ингерманландцев сложилась в результате переселения шведской администрацией в земли, отошедшие к Швеции после Русско-шведской войны 1610—1617 годов по Столбовскому миру, части эвремейсов из северо-западной части Карельского перешейка и части савакотов из восточной области Великого герцогства Финляндского Саво. Финнизация Ижорской земли во многом облегчалась тяжёлыми демографическими потерями, понесёнными ею, особенно её восточной частью, в период Смутного времени.
После 1675 года северная и центральная Ингерманландия становится лютеранской и финноязычной. В результате действий шведских властей по принудительной лютеранизации местного православного населения (карелов, ижор, вожан, русских), большая его часть вынуждена была бежать из пределов Ингерманландии. Переселённые на их место эвремейсы и савакоты сформировали на новых для себя землях своеобразную субэтническую культуру. При этом представление, что ингерманландцы — исключительно переселенцы, не совсем точно. Определяющим этническим фактором в то время была вера. К концу XVII века насчитывалось 3000 ижорских и водских семей, принявших лютеранство, что составляло около 12—15 тыс. человек. Эти финноязычные ижоры и вожане, принявшие лютеранство, стали частью ингерманландского этноса. Современный ингерманландский этнос, таким образом, своими корнями восходит ко всем четырём образовавшим его народностям — ижорам, води, савакотам и эвремейсам.
В западной Ингерманландии православие лучше сохранило свои позиции. Население в 1656 году было лютеранским на 41 %, а в 1695 году — примерно на 75 %.
| Лены          | 1623 | 1641 | 1643 | 1650 | 1656 | 1661 | 1666 | 1671 | 1675 | 1695 |
| ------------- | ---- | ---- | ---- | ---- | ---- | ---- | ---- | ---- | ---- | ---- |
| Ивангородский | 5,2  | 24,4 | 26,7 | 31,8 | 26,3 | 38,5 | 38,7 | 29,6 | 31,4 | 46,7 |
| Ямский        | —    | 15,1 | 15,2 | 16,0 | 17,2 | 44,9 | 41,7 | 42,9 | 50,2 | 62,4 |
| Копорский     | 5,0  | 17,9 | 19,2 | 29,4 | 30,3 | 34,9 | 39,9 | 45,7 | 46,8 | 60,2 |
| Нотебургский  | 14,7 | 58,5 | 66,2 | 62,5 | 63,1 | 81,0 | 88,5 | 86,0 | 87,8 | 92,5 |
| Всего         | 7,7  | 35,0 | 39,3 | 41,6 | 41,1 | 53,2 | 55,6 | 59,9 | 61,5 | 71,7 |

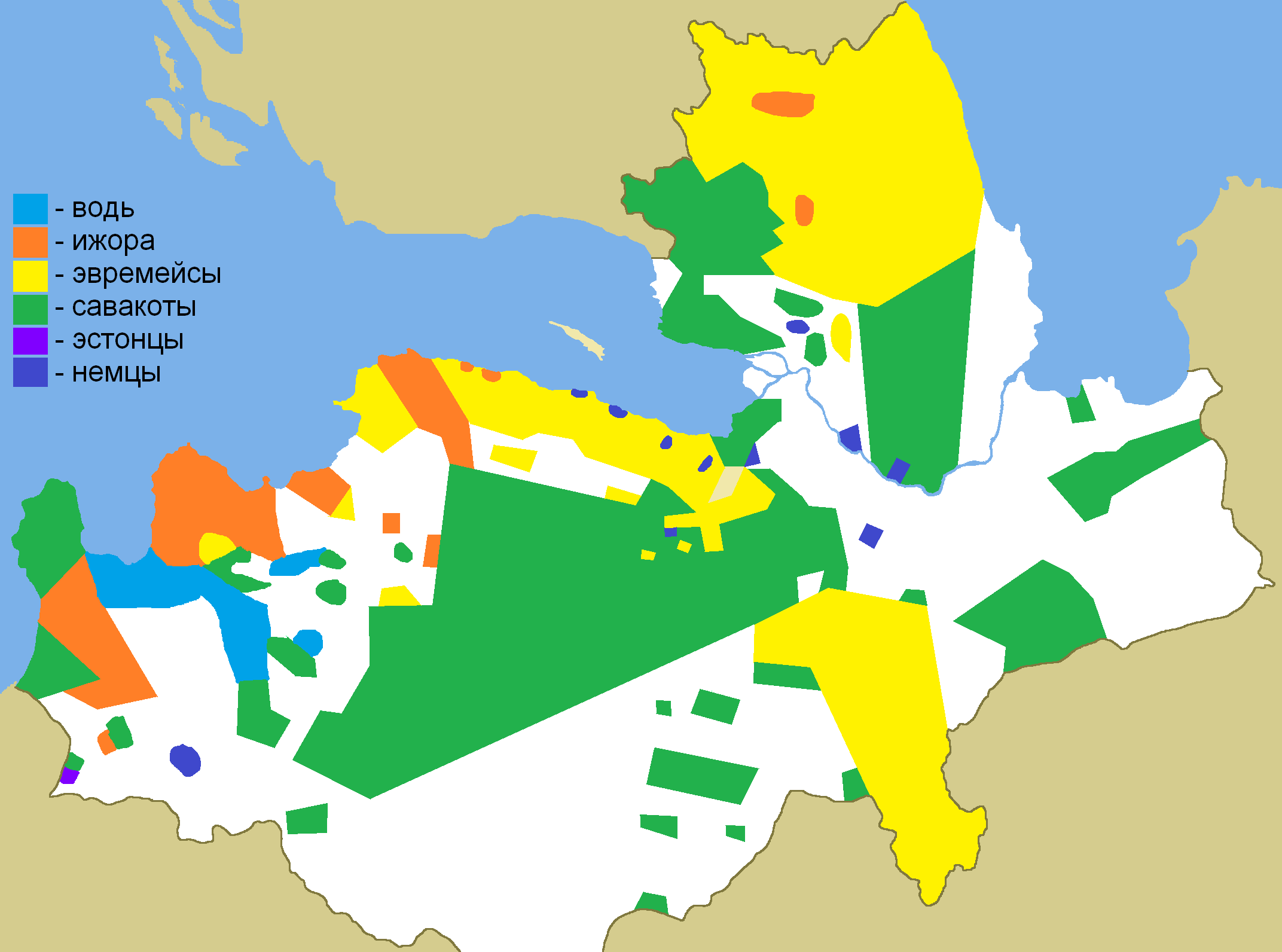
Этнографическая карта Ингерманландии. 1849 г.

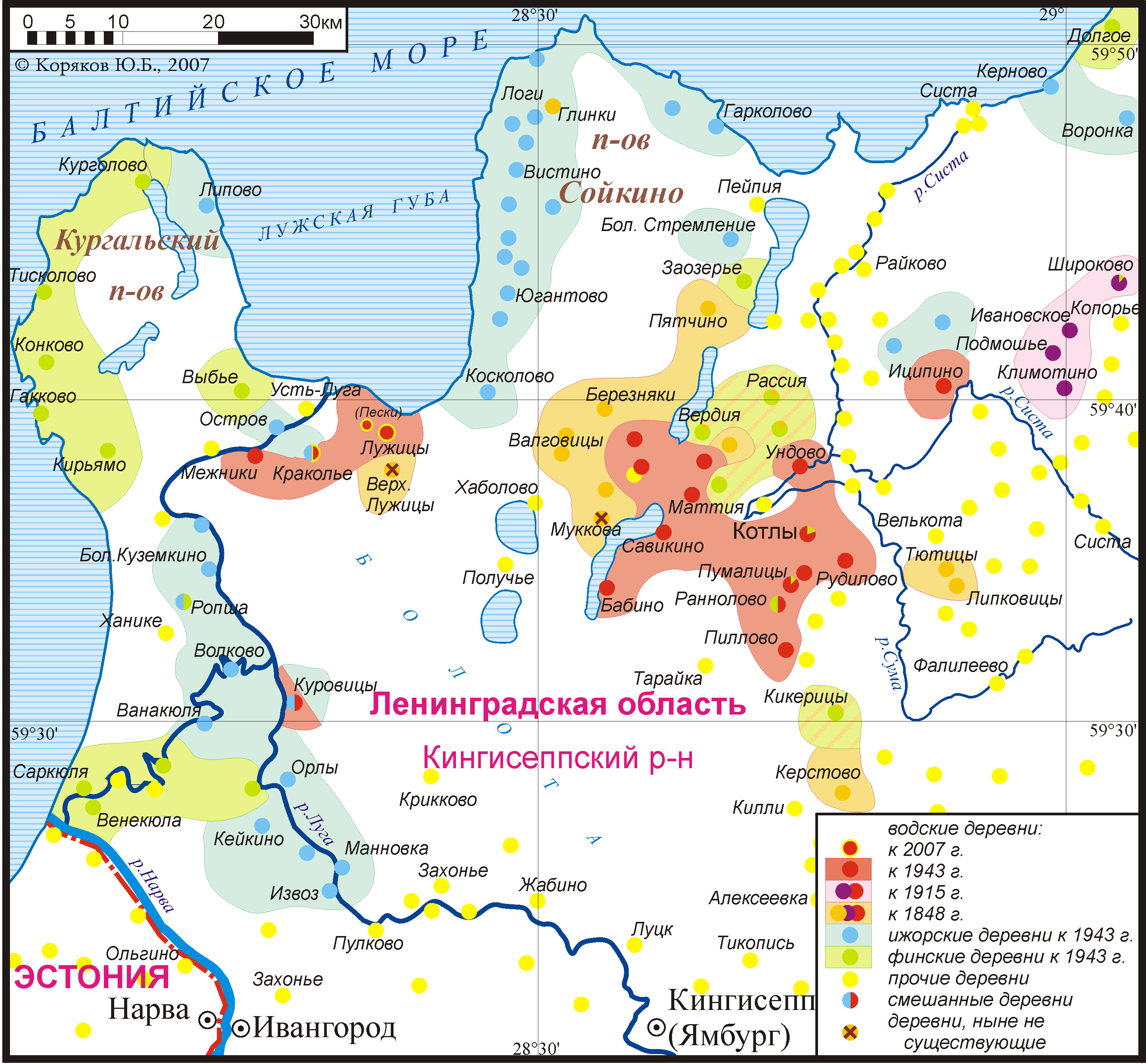
Карта водских, финских и ижорских деревень на западе Ленинградской области

Территория заново обрусевает уже в XVIII веке, после основания Санкт-Петербурга. Несмотря на это, даже в начале XIX века окру́га Петербурга была почти исключительно финноязычной. К началу XX века существовали два крупных района с наиболее высокой долей финского населения: ингерманландская часть Карельского перешейка (северная часть Петербургского и Шлиссельбургского уездов) и район к юго-западу от Петербурга, примерно вдоль линии Петергоф — Красное Село — Гатчина (западная часть Царскосельского и восточная часть Петергофского уездов). Также существовал и ряд более мелких районов, где ингерманландское население безраздельно преобладало (Кургальский полуостров, Колтушская возвышенность и др.). В остальной части Ингрии ингерманландцы проживали чересполосно с русским, а в ряде мест (Ижорская возвышенность) — и с эстонским населением.
До XX столетия у ингерманландских финнов выделялись две основные субэтнические подгруппы — эвремейсы (фин. äyrämöiset) и савакоты (фин. savokot). По данным П. И. Кёппена, изучавшего географию расселения ингерманландцев в середине XIX века, эвремейсы расселялись на Карельском перешейке (кроме южной части, непосредственно прилегавшей к Петербургу, и района Белоострова), в приходах Туутари, Тюрё, Хиетамяки, Каприо, Сойккола, Лииссиля, частично Серепетта, Коприна и Скворица. В остальных районах Ингрии (приходы Валкеасаари, Ряяпювя, Келтто к северу от Невы, окрестности Колпино, район Назии и Мги, Ижорская возвышенность и др.) расселялись савакоты. Особой группой являлись нижнелужские финны-лютеране (Кургальский полуостров, дер. Фёдоровка, Калливере). Численно савакоты также преобладали — по данным П. И. Кёппена, из 72 354 ингерманландцев было 29 375 эвремейсов и 42 979 савакотов. К началу XX века различия между эвремейсами и савакотами постепенно стёрлись, и групповое самосознание у ингерманландцев было утрачено.
В начале XIX века возникла ещё одна территориальная группа ингерманландцев — сибирские ингерманландцы. В 1804 году сосланные за неповиновение на поселение в Сибирь ингерманландские крестьяне барона фон Унгерн-Штернберга из ижорско-финских деревень нижнего течения реки Луга (Илькино, Малая Арсия, Большая Арсия, Волково, Мертвицы, Фёдоровская, Варива) в количестве 26 семей (77 мужчин и 73 женщины) основали в Омском уезде Тобольской губернии деревню Рыжкову (деревня Чухонская, Чухонская колония), которая постепенно стала центром притяжения всех ссыльных лютеран — ингерманландцев, финнов, эстонцев и латышей. До пожара 1846 года в Рыжкове проживало около 900 человек, после чего часть ингерманландских переселенцев покинула Рыжкову, основав две новые деревни — Боярку (Тюкалинский уезд) и Бугене (Тарский уезд) — позже получившую название Фины. Позднее были основаны ещё около десятка новых деревень.
Эта территориальная группа никогда не обозначалась как ингерманландские финны. Говоры сибирских ингерманландцев и ссыльных финнов имели существенные различия. Ингерманландцы использовали в общении между собой диалект финского языка, наиболее близкий современным нижнелужским финским и ижорским говорам, распространённым в Кингисеппском районе Ленинградской области в долине реки Россонь. Язык сибирских ингерманландцев послужил основой для их сближения с эстонцами. По данным переписи населения 1926 года, общее число сибирских ингерманландцев и сибирских финнов составляло 1638 человек, затем на протяжении XX века оно неоднократно то сокращалось, то увеличивалось. Увеличение происходило, в первую очередь, за счёт депортированных; сокращение же численности объясняется ассимиляционными процессами и формальной сменой национальности в документах, так как многие из ингерманландцев были записаны эстонцами. Районы исторического расселения сибирских ингерманландцев: Большереченский, Большеуковский, Знаменский, Калачинский, Крутинский, Тарский, Тюкалинский районы Омской области; Викуловский район Тюменской области.
В 1917 году в Ингерманландии проживало около 160 000 финнов — как местных, так и выходцев из Финляндии — из которых примерно 140 000 были лютеранами. В ходе Гражданской войны в России в приграничном с Финляндией районе, включающем группу деревень под общим названием Кирьясало, ингерманландскими беженцами было образовано кратковременное государственное образование Республика Северная Ингрия. Республика площадью около 30 км² фактически отделилась от Советской России и управляла частью Петроградского уезда Петроградской губернии с 1919 по 1920 год. После амнистии, принятой отдельным заявлением советской делегации на мирных переговорах в Тарту, большинство ингерманландских беженцев вернулись в Советскую Россию, однако часть их осталась в Финляндии, другая — перебралась в Эстонию, где в 1934 году, по данным переписи, проживали 1088 ингерманландских финнов. Эта единственная предпринятая ингерманландцами попытка национального самоопределения послужила в дальнейшем поводом для советской власти воспринимать ингерманландцев как неблагонадёжный элемент.

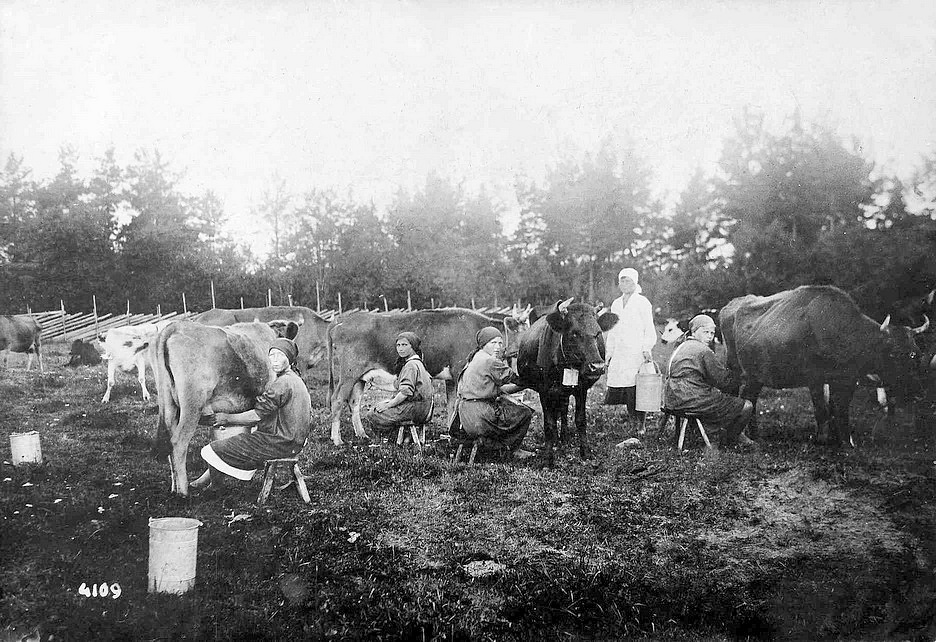
Финский национальный колхоз «Красная Авлога» в деревне Верхние Никулясы. 1936 г.

В 1926 году ингерманландцев или так называемых «ленинградских финнов» насчитывалось 114 831 человек. Финляндских же финнов в Ленинграде и Ленинградской губернии проживало 11 053 человека (3940 в Ленинграде и 7113 в области). Ингерманландцы и жившие в Ингерманландии финны — финляндские подданные и их потомки, оказавшиеся на её территории в XIX веке — составляли группы населения, различия между которыми носили ярко выраженный характер и общение между которыми почти отсутствовало.
В советский период в рамках политики «коренизации» в конце 1920-х — начале 1930-х годов в районах компактного проживания финнов-ингерманландцев были созданы национально-административные единицы низового уровня. На Карельском перешейке статус национального финского получил Куйвозовский (с 1936 года — Токсовский) район, языком административного управления в нём был финский. В середине 30-х годов был выдвинут проект создания и второго финского района из 11 сельсоветов с центром в Тайцах либо в Дудергофе. Этот план, однако, не был реализован. Кроме того, было образовано более шестидесяти финских национальных сельсоветов. В период коллективизации было создано также несколько сот финских колхозов, к началу 1936 года их насчитывалось 580.
Также в этот период широкое развитие получило школьное образование на финском языке. Так, в 1927/28 учебном году в Ленинградской области функционировала 261 финская школа I и II ступеней. В 1935 году в Ленинграде и области работали 313 финских школ. Всего образованием на национальном языке было охвачено 70 % финского населения, что было весьма значительной долей по сравнению с другими национальными меньшинствами (среди мордвы этот показатель составлял 36 %, у калмыков — 15 %, у латгальцев — 6 %). Помимо общеобразовательных школ, в Ленинградской области работали также финские сельскохозяйственный (с 1923 года в Рябово, ныне на территории Всеволожска) и педагогический (в Гатчине) техникумы, а также эстонско-финский педагогический техникум. В 1930 году в Ленинграде открылся финский кооперативный техникум. Впервые для ингерманландцев появилась возможность получения высшего образования на родном языке. В 1926 году было создано финское отделение на рабфаке ЛГУ и в пединституте им. А. И. Герцена. Однако во второй половине 1930-х годов в национальной политике произошёл коренной поворот: обучение в школах с 1938 года было переведено на русский язык, а в 1939 году упразднены и национальный район и сельсоветы. Токсовский район был включён в состав Парголовского района, а финские сельсоветы частью включены в состав соседних, частью — преобразованы в обычные сельсоветы. Кроме того, в 1937—1938 годах были закрыты и все лютеранские приходы на территории исторической Ингрии.

## Репрессии и депортации
С начала 1930-х годов ингерманландское население подверглось репрессиям со стороны советских властей, итогом которых стало практически полное его исчезновение из районов традиционного проживания ко второй половине 1940-х годов. Можно выделить пять «волн» репрессий в отношении ингерманландцев. Три «волны» прошли до войны (в 1930—1931, 1935—1936 и 1937—1938 годах), а ещё две — во время и после войны: в 1941—1942 и 1944—1947 годах.

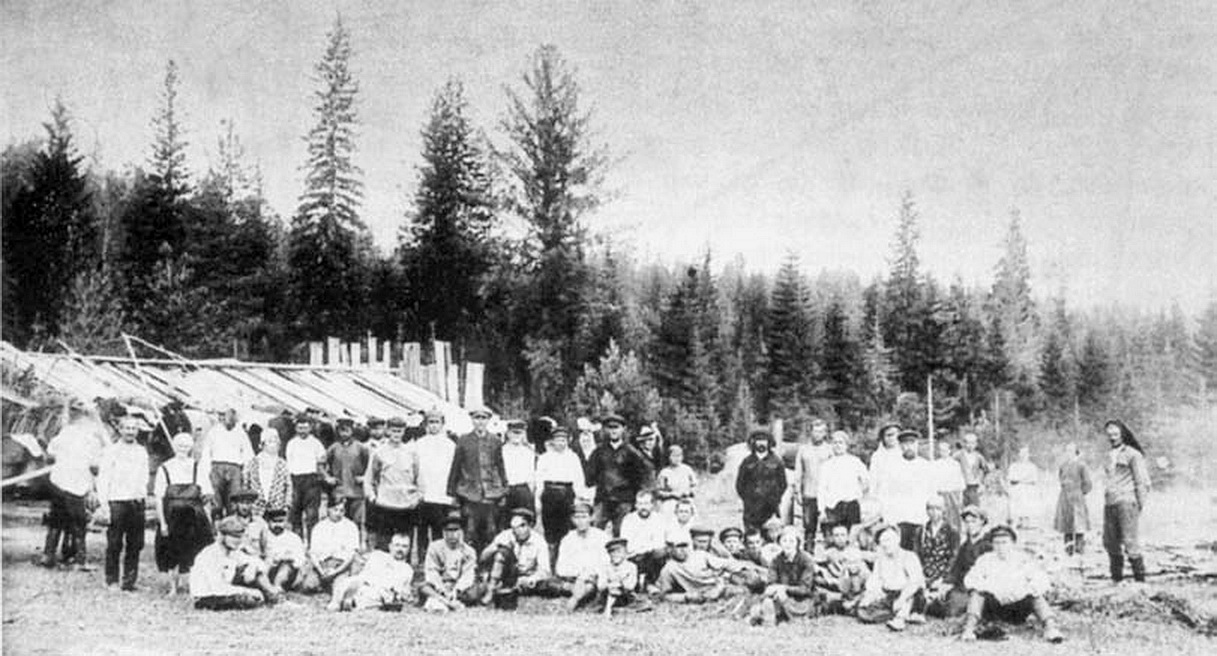
Ссыльные ингерманландцы в Хибинах. 1932 г.

### Первая
В 1930 году начинается коллективизация. В колхоз вступают единичные хозяйства (например, в Колтушах вначале лишь 8 домов из 100). В 1931 происходят первые крупные выселения в Красноярский край, на берег Енисея, на золотые рудники. На втором этапе отправляют большие группы людей на работы в Хибины, в строящийся город Хибиногорск (c 1934 г. — Кировск). Решения о переселении обосновывались борьбой с «кулаками». Никто не знал заранее места назначения, и люди не успевали даже напечь хлеба в дорогу. Например, жители Колтушей приказ о выселении получили 12 декабря 1931 поздно вечером, отправляться нужно было в 8 утра следующего дня. Нужно было найти любое жильё вне родной деревни. Выселенные лишались дома, земли, скота, то есть всего, что давало средства к существованию. Перед этим, как правило, власти давали различные сроки главам семей, мужчинам, и отправляли их на принудительные работы в лагеря. Женщинам из таких семей становилось трудно прокормить детей и найти работу. При этом половина земель оставалась необработанной, просьбы выделить какой-либо участок не имели действия. Такое безземельное существование продолжалось 4 года.
Из 8604 «кулацких» семей, депортированных из Ленинградской области в 1930—1931 годах, 5344 были выселены на Кольский полуостров, 337 — на Урал, 1269 — в Западную Сибирь, 929 — в Восточную Сибирь и 725 — в Якутию. Половину депортированных — 4320 семей, или 18 000 человек — составляли ингерманландцы. В Хибиногорске для детей спецпереселенцев даже действовала финская школа. Часть их после 1931 года была возвращена на родину. Всего в течение 1930—1931 годов 13 % от общей численности ингерманландцев в Ленинградской области было переселено за пределы Ингерманландии. Период 1932—1934 годов характеризуется временной приостановкой репрессий.

### Вторая
В 1935 году происходит второе выселение, на этот раз изгнание. Например, 6 апреля 1935 жители Колтушей получают приказ взять еды на 6 дней и две пары нижнего белья. Охранники сразу предупреждают, что будут стрелять, если кто попытается сойти с дороги. Задержанных собирают в народном доме, объясняют, что поезд отправится через 6 дней, на человека можно взять мешок картошки. Каждая пятая семья может взять одну лошадь и одну корову. После этого объявили, что от каждой семьи останется один заложник, на то время, пока другие готовятся к отправке. 12 апреля все прибыли на станцию Мельничный Ручей (фин. Myllyoja). Как пишет очевидец, в поезде было 35—40 вагонов, заполненных людьми, кроме трёх вагонов для животных. В каждый вагон разместили 45 человек. По обе стороны вагона были нары в три уровня, в центре печка, у одной из дверей дырка в полу для нужды, дали два ведра воды. Двери сразу закрыли. Снаружи вагонов было написано: «Добровольные переселенцы». Спать приходилось по очереди, охранники на каждой станции следили, чтобы никто не подходил к вагонам. После Самары охрана сменилась, и вагоны далее запирали только на ночь. 26 апреля эта группа из Колтуш прибыла на конечную станцию Сырдарья в колхоз Пахта-Арал.
Весной 1935 года в приграничных районах Ленинградской области и Карелии была проведена операция по выселению «кулацкого и антисоветского элемента». Операция была проведена по указанию наркома внутренних дел Г. Г. Ягоды, её устроители предполагали выселить из погранполосы 11 795 человек. Из текста указания Г. Г. Ягоды не следовало, что депортация должна проводиться по национальному признаку, но на практике в «антисоветские элементы» оказалось зачисленным всё финское и эстонское население приграничных районов. На первом этапе выселений, к 25 апреля, указанная Ягодой разнарядка была перевыполнена, из погранполосы были выселены 5100 семей или 22 511 человек. Из них НКВД выявило лишь 101 семью «из бывших», остальные были местные крестьяне. По данным В. Н. Земскова было выселено 5059 семей или 23 217 человек, в том числе в Западную Сибирь было направлено 1556 человек, в Свердловскую область — 7354, в Кыргызстан — 1998, в Таджикистан — 3886, в Северный Казахстан — 2122 и в Южный Казахстан — 6301.

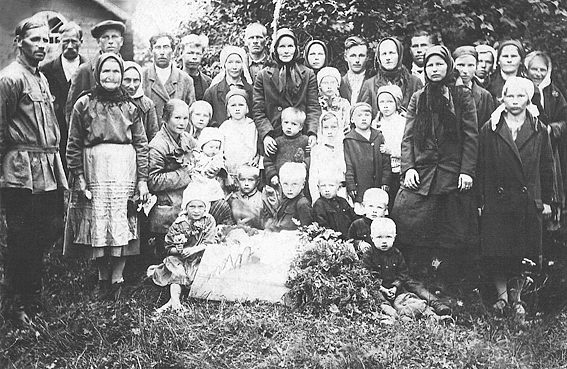
Ингерманландцы прихода Вуоле, выселенные в 1936 г.

В 1936 году на Карельском перешейке по инициативе командования Ленинградского военного округа было произведено переселение всего гражданского населения из предполья и ближайшего тыла строящегося Карельского укрепрайона. Выселенные были небольшими группами размещены в Бабаевском и Кадуйском районах нынешней Вологодской области. Депортации продолжались до осени 1936 года. Общее число ингерманландцев, депортированных в 1935—1936 годах, оценивается в 26—27 тысяч человек.

### Третья
В 1937—1938 годах в Ингерманландии были упразднены все финские национальные сельсоветы, ликвидированы все лютеранские приходы, закрыты все финноязычные учреждения, газеты, журналы, учебные заведения. Было прекращено радиовещание на финском языке. Финский театр в Ленинграде был закрыт за то, что превратился «в сборище агентов иностранной разведки». Преподавание в ингерманландских школах было переведено на русский язык. Вся ингерманландская интеллигенция была репрессирована, сослана или расстреляна.
30 июля 1937 года вышел приказ НКВД СССР № 00447 «Об операции по репрессированию бывших кулаков, уголовников и других антисоветских элементов», согласно которому устанавливались плановые цифры репрессий по республикам и областям. В Ленинграде и Ленинградской области массовые аресты начались 5 августа 1937 года. Хотя официальной директивы о начале «финской операции» выпущено не было, органы НКВД Ленинграда и области начали «чистить» финнов по собственной инициативе уже в сентябре 1937 года. К ноябрю 1937 года в Ленинграде и области были расстреляны 434 финна, из них 68 финляндских уроженцев.

Из 1 602 000 человек, арестованных в 1937—1939 годах по политическим статьям уголовного кодекса, 346 000 человек были представителями нацменьшинств, причём из них 247 000 были расстреляны как иностранные шпионы. Из арестованных «нацменов» чаще других казнили греков (81 %) и финнов (80 %).

14 декабря 1937 года вышла Директива НКВД о распространении репрессий по так называемой «латышской линии» на финнов, эстонцев, литовцев и болгар. 31 января 1938 года Политбюро ЦК ВКП(б) приняло Постановление о продлении «операции по разгрому шпионско-диверсионных контингентов» из национальных меньшинств, в том числе и из финнов. В один только день, 1 ноября 1938 года, в Ленинграде «по национальным признакам» были расстреляны 87 финнов. Всего по «финской линии» было осуждено 10 598 человек.
Сведения об общем числе ингерманландцев и проживавших в Ингерманландии финнов, репрессированных в 1930-х годах, весьма разноречивы. По данным финских источников, это 50—60 тысяч человек, около 25 % которых погибло. На основании же переписей населения и учёта естественного прироста населения, общее количество высланных и подвергнутых другим видам репрессий в 1930-е годы ингерманландцев оценивается приблизительно в 35—40 тысяч человек.

### Четвёртая
В период Великой Отечественной войны постановлением Военного Совета Ленинградского фронта № 196сс от 26 августа 1941 года финское и немецкое население пригородных районов Ленинграда подлежало обязательной эвакуации в Коми АССР и Архангельскую область. До 8 сентября 1941 года успели вывезти около 3000 человек. Постановление было издано лишь за несколько дней до того, как все пути сообщения, связывающие окрестности Ленинграда со внешним миром по суше, были перерезаны немецкими войсками.
9 марта 1942 года вышло постановление Военного совета Ленинградского фронта № 00713 «О выселении из Ленинграда в административном порядке социально опасного элемента». 15 марта 1942 года со станции Мельничный Ручей был отправлен первый из двадцати эшелонов с выселяемыми ингерманландцами. Постановление Военного Совета Ленинградского фронта № 00714-а от 20 марта 1942 года повторило требование об обязательной эвакуации финского и немецкого населения. Постановление основывалось на Указе Президиума Верховного Совета СССР от 22 июня 1941 года «О военном положении», предоставлявшем военным властям право «воспрещать въезд и выезд в местности, объявленные на военном положении, или из отдельных её пунктов лиц, признанных социально опасными как по своей преступной деятельности, так и по связям с преступной средой».
По данным В. Н. Земскова, было выселено 44 737 ингерманландцев, из них 17 837 было размещено в Красноярском крае, 8267 — в Иркутской области, 3694 — в Якутской АССР, 3602 — в Омской области, остальные — в Вологодской и Кировской областях. Депортированные тогда подразделялись на «ссыльных» и «спецпоселенцев», первые — это сосланные на определённый срок, вторые — административно-высланные навечно. По прибытии на место водворения ингерманландцы были взяты на учёт спецпоселений, им были выданы паспорта с красной полосой через всю первую страницу. Специального постановления о их зачислении в разряд спецпоселенцев не было, поэтому НКВД СССР предложил всех лиц финской национальности, переселённых в 1942 году, «…снять с учёта и не считать спецпереселенцами, оставив при этом на жительство в Якутской АССР… как административно-высланных». Однако 29 декабря 1944 года НКВД СССР вынес приказ № 274, по которому все эвакуированные финны получили статус спецпоселенцев.
После окончания Великой Отечественной войны 12 января 1946 года режим спецпоселения был снят, но возвращение на территорию Ленинградской области правительство финнам запретило. Постановлением Совета министров СССР от 11 февраля 1949 года финнам был разрешён въезд лишь на территорию соседней с Ленинградской областью Карелии, куда и переселилось несколько десятков тысяч, как бывших спецпоселенцев, так и (преимущественно) репатриантов из Финляндии. В результате реализации данного постановления Карелия стала одним из трёх крупнейших центров расселения советских финнов. Это постановление было отменено новым Постановлением бюро ЦК КП(б) КФССР «О частичном изменении постановления бюро ЦК КП(б) и Совета Министров КФССР от 1 декабря 1949 года», на основании которого даже переселившихся в Карелию людей стали выселять из приграничной территории.

### Пятая
После подписания советско-финляндского соглашения о перемирии в СССР было возвращено ингерманландское население, ранее переселённое немецкими оккупационными властями в Финляндию (см. ниже). Однако в соответствии с постановлением ГКО СССР № 6973сс от 19 ноября 1944 года репатриируемые направлялись не в Ленинградскую область, а в пять соседних с ней областей — Псковскую, Новгородскую, Калининскую, Великолукскую и Ярославскую. Распоряжение СНК СССР № 13925рс от 19 сентября 1945 года разрешало въезд в Ленинградскую область лишь «ингерманландским семьям военнослужащих — участников Отечественной войны», а также репатриантам-нефиннам. Большинство финских репатриантов предпочло покинуть отведённые им для поселения области. Одни попытались всеми правдами и неправдами вернуться в Ингерманландию, другие выехали в Эстонию и Карелию.
Несмотря на запреты, значительное количество финнов возвращалось после войны в Ленинградскую область. По официальным данным, к маю 1947 года на территории Ленинграда и Ленинградской области проживало 13 958 финнов, прибывших как самовольно, так и по официальному разрешению. В соответствии с постановлением Совета министров СССР № 5211сс от 7 мая 1947 года и решением Леноблисполкома № 9сс от 11 мая 1947 года самовольно возвратившиеся в регион финны подлежали возвращению к местам прежнего жительства. Согласно распоряжению Совета Министров СССР № 10007рс от 28 июля 1947 года такая же участь постигла и финнов, проживших в Ленинградской области безвыездно весь период оккупации. Остаться в Ленинградской области было разрешено лишь следующим категориям ингерманландцев: а) участникам Великой Отечественной войны, имеющим правительственные награды, и членам их семей; б) членам семей военнослужащих, погибших на фронтах Великой Отечественной войны; в) трудармейцам и другим лицам, награждённым орденами и медалями Советского Союза, и членам их семей; г) членам и кандидатам в члены ВКП(б) и их семьям; д) членам семей, главами которых являются русские и е) явно нетрудоспособным престарелым, не имеющим родственников. Всего лиц данных категорий оказалось 5669 человек в Ленинградской области и 520 в Ленинграде.
По статистике, представленной на VI Мировом конгрессе славистов 2000 года, от сталинских репрессий 1930—1940-х годов погибла почти половина ингерманландцев — 65 тысяч человек. Другим важнейшим итогом репрессивной политики советских властей по отношению к ингерманландцам стал раскол их монолитного ареала на три крупных и множество мелких пространственно разобщённых ареалов. Даже на уровне мелких административных единиц во второй половине XX века они нигде не составляли не только большинства, но и значимого меньшинства. Это «растворение» в русской среде во многом стимулировало процессы генетической ассимиляции и аккультурации ингерманландцев, приведшие к стремительному сокращению их численности, которое к настоящему времени приняло однозначно необратимый характер. Кроме того, тяжёлый демографический урон нанесли события Великой Отечественной войны (блокада Ленинграда и длительное проживание на оккупированной территории). Однако принудительное расчленение территории расселения ингерманландцев, так и не преодолённое в послевоенный период, несомненно, способствовало резкому «ускорению» ассимиляционных процессов.

## Судьба ингерманландцев, оказавшихся на оккупированной территории
В период Великой Отечественной войны до двух третей ингерманландского населения к осени 1941 года оказалось на территории, оккупированной немецкими войсками. Здесь действовали финские школы и церковь, но в целом жизнь была тяжёлой и голодной. Во второй половине ноября 1941 года немецкие власти ввели продовольственные карточки. 9 декабря посол Германии Виперт фон Блюхер предложил Финляндии принять 50 тысяч ингерманландцев. Финляндия, однако, в тот момент не была к этому готова.
Около 30 тысяч ингерманландцев находились внутри блокадного кольца, как в городе, так и в области, разделив все страдания блокадников. К тому же их сочли потенциальной «пятой колонной», и по решению руководства зимой и весной 1942 года 28 тысяч человек были вывезены из блокадного Ленинграда. Вывозили на машинах по льду Ладоги и далее по железной дороге в Сибирь. Примерно треть спецпереселенцев погибла в пути следования. Затем по реке Лена их доставили на необжитое побережье моря Лаптевых.

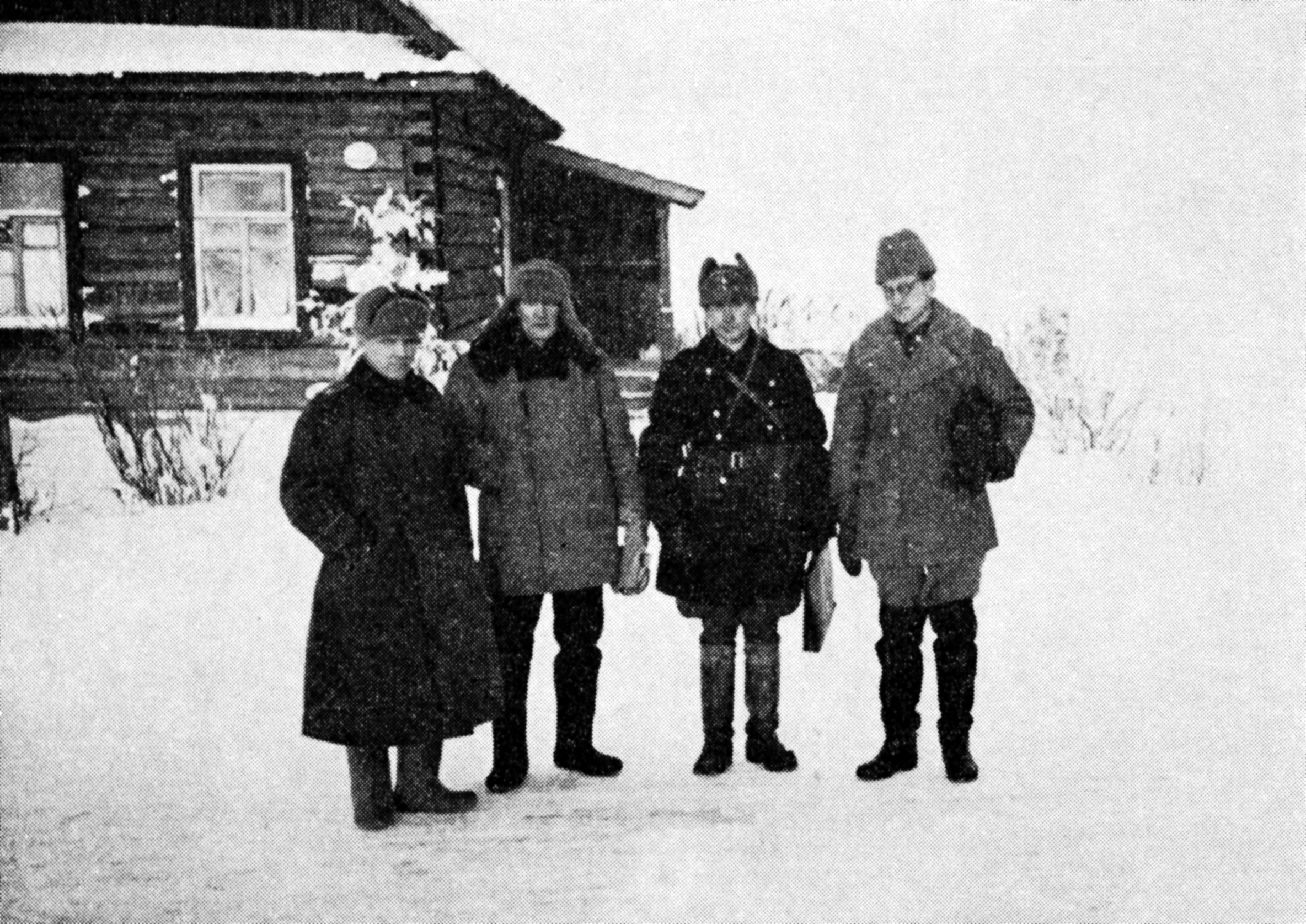
Специальная комиссия по делам ингерманландцев. 1942 г.

Снабжение населения продовольствием продолжало ухудшаться и на захваченной немцами территории. Даже с не затронутых боевыми действиями территорий голод вынуждал людей уходить в лагеря беженцев и затем далее в Эстонию. Посетивший 20 января 1942 года Финляндию начальник ЗиПо и СД Рейхскомиссариата «Остланд» бригадефюрер СС Вальтер Шталекер попытался убедить Финляндию принять ингерманландцев, которым угрожал голод. Финляндия для изучения ситуации в Ингерманландии направила туда специальную комиссию под руководством советника Школьного управления Лаури Пелконена, в которую вошли: пастор Юхани Яскеляйнен, представитель полиции Каарло Стендаль и бывший председатель Временного комитета Северной Ингерманландии, капитан Юкка Тирранен из Восточно-карельского военного округа. По возвращении комиссия подтвердила опасную ситуацию, в которой находятся 6000 финнов, проживающих вблизи линии фронта, — по мнению комиссии, их следовало бы эвакуировать в Эстонию. Ещё 10 тысяч человек нуждались в помощи на месте, а всего нуждающихся насчитали 40—50 тысяч. На основании этого доклада министерство иностранных дел Финляндии информировало немецкого посла Блюхера о сложившемся положении. Тем временем весной 1942 года продовольственная ситуация обострилась в самой Финляндии. 183 тысячи жителей Карелии, переселённых после Советско-финской войны из районов, отошедших к Советскому Союзу, намеревались вернуться на родные земли, которые вновь вошли в состав Финляндии, что угрожало вызвать нехватку рабочей силы. Правительство страны стало более благожелательно смотреть на возможный переезд в страну ингерманландцев, и финский посол в Берлине Тойво Кивимяки предложил перевезти в качестве рабочей силы 10 тысяч эстонских или ингерманландских крестьян из тех двадцати тысяч, что уже находились в Эстонии.

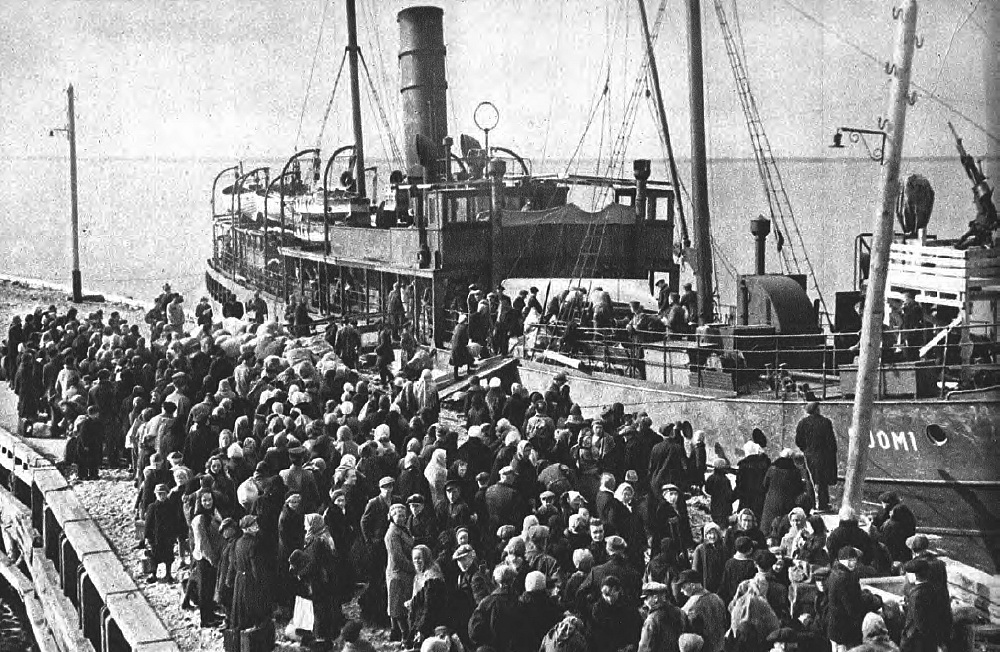
Посадка ингерманландцев на теплоход «Суоми». 1943 г.

Переезд населения Ингерманландии в Финляндию и Эстонию соответствовал замыслам руководства нацистской Германии. По плану Ост, на территорию Ленинградской области предполагалось переселить в течение 25 лет 350 тысяч немецких колонистов. Коренное население при этом необходимо было изгнать или уничтожить. Когда нехватка рабочей силы в Финляндии стала явной, аппетиты правительства увеличились, и оно теперь претендовало уже на получение 40 тысяч человек в качестве рабочей силы. Но позиция Германии к этому времени также изменилась. Верховное командование сухопутных войск (вермахт) и министерство восточных территорий противились перевозке такого числа ингерманландцев. 23 января 1943 года министерство иностранных дел Германии заявило о согласии на перевозку максимум 12 тысяч человек. 5 февраля 1943 года правительство Германии, исходя прежде всего из своих политических интересов, согласилось перевезти 8 тысяч трудоспособных мужчин с семьями. Для организации переезда 25 февраля 1943 года в Таллин отправилась так называемая комиссия Хеланена.
Первые добровольцы отправились в путь 29 марта 1943 года из лагеря Клоога. Триста человек из порта Палдиски были доставлены теплоходом «Аранда». В дальнейшем отправки людей в лагерь Ханко осуществлялись один раз в 2—3 дня. В начале апреля добавился теплоход «Суоми», который мог брать на борт 450 пассажиров. В июне к ним присоединился третий корабль — минный тральщик «Лоухи», поскольку главной проблемой при морском переходе были мины. Осенью переходы перенесли на ночное время из-за усиления активности советской авиации. Переезды были добровольными и основывались на предложениях комиссии Пелконена переселять в первую очередь жителей прифронтовых районов. К середине октября 1943 года в Финляндию было перевезено 20 тысяч человек.
В преддверии ожидавшегося советского наступления под Ленинградом генеральный комиссариат «Эстония» (нем. Generalbezirk Estland), входивший в Рейхскомиссариат Остланд, и командование Группы армий «Север» с середины октября приступили к ускоренной принудительной эвакуации ингерманландских территорий, невзирая на прежние договорённости с Финляндией о добровольном переселении. Соглашение о проведении уже начавшейся операции подписали задним числом, в начале ноября 1943 года. В ходе второго этапа операции через Финский залив было перевезено более 38 000 человек. Всего в Финляндию было отправлено чуть более 63 000 человек, из них 50 800 человек составляли женщины и дети.
| Губернии   | 15.07.43 | 15.10.43 | 15.11.43 | 31.12.43 | 30.01.44 | 31.03.44 | 30.04.44 | 31.05.44 | 30.06.44 | 31.07.44 | 31.08.44 | 30.09.44 | 31.10.44 | 30.11.44 |
| ---------- | -------- | -------- | -------- | -------- | -------- | -------- | -------- | -------- | -------- | -------- | -------- | -------- | -------- | -------- |
| Уусимаа    | 1861     | 3284     | 3726     | 5391     | 6617     | 7267     | 7596     | 8346     | 8519     | 8662     | 8778     | 8842     | 8897     | 8945     |
| Турку-Пори | 2541     | 6490     | 7038     | 8611     | 10 384   | 12 677   | 14 132   | 15 570   | 16 117   | 16 548   | 16 985   | 17 067   | 17 118   | 17 177   |
| Хяме       | 2891     | 5300     | 5780     | 7668     | 9961     | 10 836   | 11 732   | 12 589   | 12 932   | 13 241   | 13 403   | 13 424   | 13 589   | 13 690   |
| Выборг     | 259      | 491      | 591      | 886      | 1821     | 2379     | 2975     | 3685     | 3916     | 3904     | 3456     | 3285     | 3059     | 2910     |
| Миккели    | 425      | 724      | 842      | 1780     | 2645     | 3402     | 3451     | 3837     | 3950     | 3970     | 4124     | 4186     | 4159     | 4156     |
| Куопио     | 488      | 824      | 921      | 2008     | 3036     | 4214     | 4842     | 4962     | 5059     | 5098     | 5043     | 5068     | 5060     | 5002     |
| Вааса      | 925      | 2056     | 2208     | 2567     | 4533     | 5636     | 6395     | 6804     | 7045     | 7146     | 7227     | 7160     | 7344     | 7429     |
| Оулу       | 172      | 552      | 746      | 680      | 2154     | 2043     | 2422     | 2438     | 2530     | 2376     | 2488     | 2473     | 2474     | 2472     |
| Лаппи      | 5        | 10       | 14       | 94       | 385      | 1301     | 1365     | 1408     | 1395     | 1626     | 1626     | 1594     | 1527     | 1430     |
| Всего      | 9567     | 19 731   | 21 866   | 29 685   | 41 536   | 49 755   | 54 910   | 59 639   | 61 463   | 62 571   | 63 130   | 63 119   | 63 227   | 63 211   |

## После войны
Всего за время войны в Финляндию переселили 63 тысячи ингерманландцев. Бытовой уровень отношения к ним со стороны финского населения был очень непростым. Финские правые подозревали в мигрантах тайных коммунистов, а финские коммунисты, напротив, усматривали в них, чуть ли не коллаборационистов.

Если дома, в Ингерманландии, их иногда называли оскорбительно «чухнами», а ещё и «белофиннами», что было уж совсем обидно, то в Финляндии они были, напротив, «рюсся».

В сентябре 1944 года в ходе переговоров об условиях перемирия СССР потребовал от Финляндии возвращения всех своих граждан — эстонцев и ингерманландцев. Уже осенью 1944 года 55 тысяч человек, поверив обещаниям советских властей, согласились вернуться на родину, не зная, что в то же самое время власти Ленинградской области передавали брошенные ингерманландцами дома и строения русским переселенцам. Поезда с ингерманландцами сразу после пересечения границы были взяты под охрану частями внутренних войск. Репатриантов направляли не в родные места, а в Псковскую, Калининскую, Новгородскую, Ярославскую области. Советские органы власти считали ингерманландцев неблагонадёжными элементами, добровольно выехавшими за границу.
Многие впоследствии пытались вернуться в родные места и даже получали на это разрешение от высших инстанций, но переселенцы, занявшие их дома, сопротивлялись возвращению ингерманландцев и препятствовали этому при поддержке местных властей. Всего к марту 1946 года, согласно отчёту Управления уполномоченного СНК СССР по делам репатриации, было репатриировано 43 246 ингерманландцев, а также 4705 финнов неингерманландского происхождения.

Семья ингерманландцев, которой удалось вернуться в свой дом после депортаций.

21 мая 1947 года вышел секретный приказ МВД СССР № 00544 «О мероприятиях по удалению из гор. Ленинграда и Ленинградской области лиц финской национальности и ингерманландцев, репатриированных из Финляндии», который запретил финнам и ингерманландцам прописку в пригородах Ленинграда. Возвращение в родные места стало возможным лишь после смерти Сталина. Распоряжением МВД от 23 апреля 1954 года с ингерманландцев была снята 38-я статья «Положения о паспортной системе», которая ограничивала не только места их проживания, но и возможность учиться в средних специальных и высших учебных заведениях. Однако массового возвращения ингерманландцев в родные места не произошло, в 1958 году для них вновь были введены ограничения по прописке. К тому же многие уже успели обжиться на новых местах. Самые большие общины ингерманландцев образовались в Эстонии и Карелии, но везде они оставались национальным меньшинством.
Согласно переписи 1926 года, в Ленинградской губернии проживало более 13 000 финнов и около 115 тысяч ингерманландцев, а согласно переписи 1989 года в Ленинградской области их насчитывалось всего около 12 000 (в выделенной из Ленинградской области Псковской — 658 человек, в Новгородской области — 601 человек).
Поколения ингерманландцев, родившихся после войны, не имели возможности для обучения в школе на родном языке (ингерманландский диалект финского), и даже в семье языком общения являлся русский, вследствие чего родным языком владеет небольшое число людей, а финский изучается как иностранный.

## Реабилитация
В 1993 году вышло постановление Верховного Совета Российской Федерации о реабилитации российских финнов. Все репрессированные, даже дети, родившиеся в выселенных семьях, получили справки о реабилитации и «о прекращении дела». Фактически на этом реабилитация закончилась — в указе отсутствовал механизм его реализации, всё было возложено на местные власти, а также было заложено неразрешимое противоречие: «мероприятия по расселению и обустройству российских финнов, возвратившихся в места традиционного проживания,… проводить без ущемления прав и законных интересов граждан, проживающих на соответствующих территориях». Это положение фактически лишало реабилитированных шансов вернуть родной дом или землю.

## Репатриация
В 1990 году финны-ингерманландцы получили от Финляндии право на репатриацию. Инициатором этого решения был президент Мауно Койвисто, который заявил, что его побудила к этому «симпатия, испытываемая к многострадальному народу ингерманландских финнов». Единственным условием для репатриации было указание финской национальности в паспорте или свидетельстве о рождении у подателя заявления или одного из его родителей. За последовавшие 20 лет по этой программе в Финляндию эмигрировало около 30 тысяч человек, при этом, однако, неизвестно, сколько среди них было собственно ингерманландцев, а сколько — членов их семей других национальностей, поскольку в Финляндии не ведётся учёт населения по национальному признаку. По оценочным данным на 2002 год в Финляндии проживали 16 500 ингерманландцев. Многие ингерманландцы в Финляндии сохранили российское гражданство.
Приём заявлений был закрыт 1 июля 2011 года, разрешение на проживание в Финляндии можно было запрашивать до 1 июля 2016 года. На лиц, проживавших на территории Финляндии в 1943—1945 годах (переселенцы) либо служивших в финской армии в 1939—1945 годах, это ограничение не распространяется. Эмиграция ингерманландцев в Финляндию и реинкорпорация их в состав финского этноса является альтернативой ассимиляции и аккультурации на постсоветском пространстве, но приносит такую же количественную убыль, как обрусение или эстонизация.
Ингерманландцев в Финляндии считают особым народом, историческая родина которого — Ингерманландия. Большинство финнов относится к ингерманландцам негативно, как к носителям русского языка, переехавшим из бывшего СССР, и почти единогласно считает их этническими русскими, что ставит их в один ряд с наименее желательными иммигрантами — такими, как сомалийцы или арабы. Для ингерманландцев подобное отношение является неожиданным, так как себя они считают по меньшей мере частично финнами и в СССР и России до эмиграции они определялись окружающими именно как финны.
В современной финской прессе ингерманландцы часто представлены как бывшие советские граждане, у которых (или у их предков) в паспорте в графе национальность значилось — «финн», при этом маркерами «этнической идентификации» считается знание финского языка и финское самосознание («кто себя таковым считает»). Их переезд в Финляндию на постоянное место жительства в СМИ трактуется как репатриация, хотя само появление ингерманландских финнов произошло в Ингерманландии и датируется XVII веком.

## Национальный вопрос
Ингерманландцы — старожильческое население южного побережья Финского залива и Карельского перешейка, его следует отличать от собственно финнов — более поздних (начиная с середины XIX века) выходцев из различных районов Финляндии. Вопрос, стали ли ингерманландцы в результате этнокультурной обособленности от финнов самостоятельным этносом, является дискуссионным, однако их с полным основанием можно считать коренным населением Северо-Запада России.
Ещё в конце XIX — начале XX веков представители ингерманландской интеллигенции задавались вопросом, кем являются ингерманландцы — самостоятельным народом с собственной культурой или частью финского этноса? Так, в 1887 году на страницах газеты «Инкери» ингерманландский просветитель Пиетари Тойкка опубликовал статью «Есть ли у нас своя история?», а в 1908 году подобную дискуссию на тему «Где находится родина ингерманландцев?» организовала газета «Нева», которая пришла к выводу, что родина ингерманландцев не в Финляндии. Несмотря на то, что газеты конфликтовали между собой, авторы обеих рассматривали ингерманландцев как обособленную этническую общность.

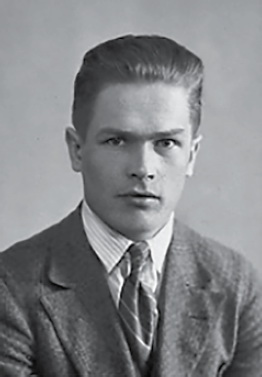
Писатель Юхани Конкка

Классик ингерманландской литературы Юхани Конкка в своём автобиографическом романе «Огни Петербурга», основанном на реальных событиях, так описывает национальное самосознание ингерманландцев в начале XX века:

Именно после поездки [в Финляндию] мои глаза открылись, и я увидел, что никакие мы не финны. Мы живём на границе двух миров, между Востоком и Западом, и потому в каждом из нас сидит как финн, так и русский. Мы ещё почитаем старинные финские ценности,.. мы честны, мы не обманываем, не воруем, никогда не берём взяток и так далее, но всё остальное в нас — русское.

В настоящее время двойственность положения финнов-ингерманландцев проявляется в том, что, с одной стороны, они наряду с другими финскими диаспорами представлены в Парламенте зарубежных финнов, а с другой стороны, наряду с делегациями от венгров, эстонцев, карел, финнов и других национальностей участвуют в работе Всемирного конгресса финно-угорских народов как самостоятельный этнос. Поэтому национальный вопрос в настоящий момент стоит так: ингерманландцы — это часть финской диаспоры или самостоятельный народ?
По мнению этнографа А. В. Крюкова, «Двойственное этническое сознание ингерманландских финнов создаёт двусмысленность национального движения и требует выбора от лидеров и от каждого человека, кто такие ингерманландские финны? Или это группа собственно финнов — тогда вперед, в Финляндию. Ингрия тогда потеряна, о ней можно тогда забыть. Или это самостоятельный народ — тогда возможно сохранение ингерманландских финнов на своей родине, в виде пусть даже весьма немногочисленной группы».
Председатель российской организации ингерманландских финнов «Инкерин Лиитто» А. И. Кирьянен отвечает на этот вопрос так:

Финны-суоми и финны-инкери — две ветви одного финского ствола со своими разнообразными диалектами. Два родственных, близких по культуре и равноправных народа. На основании вышеизложенного можно заявить: финны-инкери — исторически сформировавшийся на территории Российской Федерации малочисленный коренной народ.

Как утверждает руководство петербургского отделения общества «Инкерин Лиитто»: «До сих пор нет единого мнения, являются ли ингерманландцы самостоятельным народом или же они — представители финского субэтноса. В среде самих инкери принято считать, что они отдельный народ».

## Динамика численности финнов-ингерманландцев
Согласно переписи 1897 года в России насчитывалось 143 000 финнов, представленных главным образом ингерманландцами. Перепись 1926 года первый и последний раз учитывала финских и ингерманландских граждан СССР отдельно; так, например, в Ленинградской области (без учёта Мурманского округа) проживали 114 831 ингерманландец (2813 в Ленинграде и 112 018 в области) и 11 053 финна (3940 в Ленинграде и 7113 в области). Из общего количества финнов СССР — 134 701 человек — ингерманландцев было около 119 000.
В послевоенных переписях населения ингерманландцы в отдельную группу не выделялись, их считали финнами, хотя в составе финского населения СССР они составляли бо́льшую часть.
По мнению финского учёного Пекки Невалайнена из 67 000 финнов, учтённых в СССР переписью населения 1989 года, 61 000 — ингерманландцы.
Согласно оценкам «Инкерин Лиитто», не менее 95 % от общего количества финнов в России составляют ингерманландские финны и их потомки.

95 % — приблизительная доля ингерманландских финнов в общей численности финнов в России-СССР.

По результатам Всероссийской переписи населения 2021 года, в России насчитывается 571 ингерманландец, однако д.и.н. В. И. Мусаев утверждает, что к потомкам ингерманландцев относится подавляющее число российских финнов (насчитывающих ок. 8 тыс. человек и разбросанных по всей территории страны):

«При проведении переписей, финны-ингерманландцы не выделялись в качестве особой группы, но можно с уверенностью сказать, что среди финского населения бывшего СССР лица неингерманландского происхождения составляют не очень значительное меньшинство.»

### Современное расселение и численность в России
Согласно данным Всероссийской переписи населения 2010 года:
| №  | Субъект Российской Федерации             | Учтённых, как финны | Учтённых, как ингерманландцы |
| -- | ---------------------------------------- | ------------------- | ---------------------------- |
| 1  | Белгородская область                     | 28                  | 1                            |
| 2  | Брянская область                         | 6                   | 0                            |
| 3  | Владимирская область                     | 30                  | 0                            |
| 4  | Воронежская область                      | 16                  | 0                            |
| 5  | Ивановская область                       | 14                  | 0                            |
| 6  | Калужская область                        | 20                  | 0                            |
| 7  | Костромская область                      | 19                  | 0                            |
| 8  | Курская область                          | 12                  | 0                            |
| 9  | Липецкая область                         | 17                  | 0                            |
| 10 | Московская область                       | 146                 | 4                            |
| 11 | Орловская область                        | 8                   | 0                            |
| 12 | Рязанская область                        | 21                  | 0                            |
| 13 | Смоленская область                       | 16                  | 0                            |
| 14 | Тамбовская область                       | 8                   | 0                            |
| 15 | Тверская область                         | 134                 | 3                            |
| 16 | Тульская область                         | 16                  | 1                            |
| 17 | Ярославская область                      | 55                  | 0                            |
| 18 | Москва                                   | 388                 | 19                           |
| 19 | Республика Карелия                       | 8577                | 152                          |
| 20 | Республика Коми                          | 112                 | 0                            |
| 21 | Архангельская область                    | 69                  | 0                            |
| 22 | Вологодская область                      | 167                 | 1                            |
| 23 | Калининградская область                  | 63                  | 0                            |
| 24 | Ленинградская область                    | 4366                | 49                           |
| 25 | Мурманская область                       | 273                 | 7                            |
| 26 | Новгородская область                     | 194                 | 2                            |
| 27 | Псковская область                        | 212                 | 4                            |
| 28 | Санкт-Петербург                          | 2559                | 178                          |
| 29 | Республика Адыгея                        | 15                  | 0                            |
| 30 | Республика Калмыкия                      | 4                   | 0                            |
| 31 | Краснодарский край                       | 113                 | 0                            |
| 32 | Астраханская область                     | 21                  | 3                            |
| 33 | Волгоградская область                    | 52                  | 1                            |
| 34 | Ростовская область                       | 65                  | 3                            |
| 35 | Республика Дагестан                      | 2                   | 0                            |
| 36 | Кабардино-Балкарская Республика          | 6                   | 0                            |
| 37 | Карачаево-Черкесская Республика          | 6                   | 0                            |
| 38 | Республика Северная Осетия — Алания      | 6                   | 0                            |
| 39 | Чеченская Республика                     | 3                   | 0                            |
| 40 | Ставропольский край                      | 40                  | 0                            |
| 41 | Республика Башкортостан                  | 53                  | 1                            |
| 42 | Республика Марий Эл                      | 7                   | 1                            |
| 43 | Республика Мордовия                      | 13                  | 0                            |
| 44 | Республика Татарстан                     | 39                  | 0                            |
| 45 | Удмуртская Республика                    | 32                  | 1                            |
| 46 | Чувашская Республика                     | 18                  | 1                            |
| 47 | Пермский край                            | 106                 | 0                            |
| 48 | Кировская область                        | 21                  | 0                            |
| 49 | Нижегородская область                    | 42                  | 2                            |
| 50 | Оренбургская область                     | 25                  | 0                            |
| 51 | Пензенская область                       | 23                  | 0                            |
| 52 | Самарская область                        | 72                  | 0                            |
| 53 | Саратовская область                      | 52                  | 1                            |
| 54 | Ульяновская область                      | 17                  | 0                            |
| 55 | Курганская область                       | 14                  | 0                            |
| 56 | Свердловская область                     | 119                 | 1                            |
| 57 | Тюменская область                        | 302                 | 1                            |
| 58 | Ханты-Мансийский автономный округ — Югра | 137                 | 0                            |
| 59 | Ямало-Ненецкий автономный округ          | 78                  | 1                            |
| 60 | Челябинская область                      | 128                 | 2                            |
| 61 | Республика Алтай                         | 2                   | 0                            |
| 62 | Республика Бурятия                       | 16                  | 0                            |
| 63 | Республика Хакасия                       | 81                  | 0                            |
| 64 | Алтайский край                           | 42                  | 0                            |
| 65 | Забайкальский край                       | 9                   | 0                            |
| 66 | Красноярский край                        | 303                 | 0                            |
| 67 | Иркутская область                        | 116                 | 0                            |
| 68 | Кемеровская область                      | 166                 | 1                            |
| 69 | Новосибирская область                    | 120                 | 1                            |
| 70 | Омская область                           | 202                 | 0                            |
| 71 | Томская область                          | 31                  | 0                            |
| 72 | Республика Саха (Якутия)                 | 126                 | 0                            |
| 73 | Камчатский край                          | 10                  | 0                            |
| 74 | Приморский край                          | 25                  | 0                            |
| 75 | Хабаровский край                         | 23                  | 0                            |
| 76 | Амурская область                         | 4                   | 0                            |
| 77 | Магаданская область                      | 15                  | 0                            |
| 78 | Сахалинская область                      | 10                  | 0                            |
| 79 | Еврейская автономная область             | 3                   | 0                            |
| 80 | Чукотский автономный округ               | 1                   | 0                            |
| 81 | Всего в Российской Федерации             | 20 267              | 441                          |

### Изменение численности в Ленинградской области
Ингерманландцы на территории Ленинградской области устойчиво сохраняли свою численность до начала 1930-х годов, после чего ввиду репрессивной политики советских властей начали испытывать негативные демографические тенденции. В течение 1930—1940-х годов, как неблагонадёжные, они были выселены с территории исторической Ингерманландии. К маю 1947 года, в основном самовольно, на родину смогли возвратиться почти 14 000 ингерманландцев. В том же году возвратившиеся были высланы ещё раз, после чего на территории области их осталось всего 5700 человек и ещё 500 человек в Ленинграде. В постсоветский период темпы разрушения ингерманландской популяции резко увеличились, что объясняется действием двух новых факторов при сохранении старых: демографический кризис в постсоветской России и массовая эмиграция ингерманландцев в Финляндию, стимулируемая, с одной стороны, причинами экономического характера, с другой — некоторым подъёмом национального самосознания финнов в конце 1980-х — начале 1990-х годов.
В настоящее время произошла коренная трансформация этнической территории: вместо монолитного ареала в центральной, северной и западной частях Ленинградской области сформировались три пространственно разобщённых очага расселения народа — в Ленинградской области, Карелии и Эстонии. Но ни в одном из этих регионов ингерманландцы не образовали сколько-либо крупных территориальных групп, растворясь в русском и эстонском этническом окружении.

### Изменение численности по районам Ленинградской области
Во всех районах Ленинградской области, в том числе и на территории исторической Ингерманландии, финны-ингерманландцы представляют собой этническое меньшинство. Так, даже в когда-то преимущественно «финском» Гатчинском районе, являющемся ядром их этнической территории, финны-ингерманландцы занимают лишь четвёртое место по численности населения после русских, украинцев и белорусов. На уровне сельских поселений этого района лишь в Большеколпанском, Елизаветинском, Новосветском, Пудостьском и Сяськелевском сельских поселениях ингерманландцы — крупнейшее этническое меньшинство, но и там их доля не превышает 4,0 % (Пудостьское сельское поселение), хотя ещё в начале 2000-х годов в Гатчинском районе имелись территории, где доля финнов-ингерманландцев превышала 10 %.
| № | Район ЛО            | 1959 г. | 1989 г. | 2002 г. | 2010 г. |
| - | ------------------- | ------- | ------- | ------- | ------- |
| 1 | Волосовский район   | 2150    | 766     | 431     | 253     |
| 2 | Всеволожский район  | 3974    | 2874    | 2058    | 1078    |
| 3 | Гатчинский район    | 8525    | 4803    | 3319    | 1890    |
| 4 | Кингисеппский район | 874     | 466     | 315     | 167     |
| 5 | Кировский район     | 461     | 305     | 197     | 102     |
| 6 | Ломоносовский район | 2433    | 1188    | 762     | 442     |
| 7 | Тосненский район    | 845     | 445     | 253     | 125     |
| 8 | Прочие районы       | 780     | 966     | 595     | 309     |
| 9 | Всего               | 20 042  | 11 833  | 7930    | 4366*   |

### Изменение численности в Ленинграде/Санкт-Петербурге
Для Санкт-Петербурга характерны более низкие темпы сокращения численности ингерманландцев. Причина этого в продолжающейся подпитке популяции притоком переселенцев из области и более молодой возрастной структуре петербургских финнов-ингерманландцев по сравнению с Ленинградской областью.
* — учтённых переписью, как финны

### Изменение численности в Карелии
Массовое переселение ингерманландцев в Карелию произошло в конце 1940-х годов. Это были репатрианты, вернувшиеся в 1944—1945 годах из Финляндии. 11 февраля 1949 года Совет министров РСФСР принял Постановление № 589, которое предусматривало вербовку «ингерманландцев и финнов» для последующего переселения их на постоянное место жительства в Карело-Финскую ССР. Вербованные получали экономические льготы. За 4 месяца, с 10 марта по 10 июля 1949 года, только из Псковской области в Карело-Финскую ССР выехали 2215 семей (6288 человек). Республиканское правительство привлекало их для работы в местной лесозаготовительной промышленности. Географическая особенность этого ареала — заметная концентрация этноса в столице республики Петрозаводске, где в 2010 году проживало 52,3 % карельских финнов-ингерманландцев.

### Изменение численности в Эстонии
После запрета 1947 года на проживание финнов в Ленинградской области многие из них осели в Эстонии. В результате, в конце 1940-х — начале 1950-х годов на территории Эстонии сформировался третий по величине очаг расселения финнов-ингерманландцев в СССР. Темпы сокращения численности ингерманландцев здесь были несколько ниже, чем в Карелии, Ленинградской области и Санкт-Петербурге, поэтому в 2000-е годы местная диаспора даже превысила количество ингерманландцев, оставшихся в историческом ядре ареала расселения. Ни в одном уезде или городе Эстонии ингерманландцы не имеют сколько-нибудь заметного удельного веса в общей численности населения, ни в одной низовой административной единице он не превышает 2 %, а в большинстве волостей измеряется долями процента. Уровень урбанизированности ингерманландцев Эстонии — 71,4 %. Такая особенность расселения делает популяцию крайне уязвимой для процессов ассимиляции, протекающей по двум направлениям — эстонизация и обрусение.

### Прогнозируемая численность
С учётом современных темпов убыли, в 2020 году прогнозируемая численность ингерманландцев в Ленинградской области и Санкт-Петербурге составляет 3500 человек, в Карелии — 4600 человек, в Эстонии — 5300 человек. В 2050 году количество ингерманландцев в Ленинградской области, Санкт-Петербурге и Карелии не будет превышать нескольких сотен человек в каждом субъекте. Прогнозируемая на 2050 год численность ингерманландцев в Эстонии — немногим более 1000 человек.

## Традиционное жилище
До 1930-х годов почти все ингерманландцы были сельскими жителями, традиционной формой расселения которых были деревни.
В конце XVIII века русские и ингерманландские деревни даже внешне отличались друг от друга: русские, многолюдные и более зажиточные, имели регулярную застройку; ингерманландские же, небольшие и относительно бедные, — кустовую застройку. Это было вызвано тем, что эвремейсы, а затем савакоты после переселения их шведами в Ингерманландию строили, в основном, однодворные поселения, которые со временем становились небольшими деревнями из нескольких крестьянских дворов. Однако были и исключения: в 1727 году при проведении ревизии в Санкт-Петербургской губернии было принято решение сосредоточить финское население едиными территориальными группами. Так образовались многие современные ингерманландские деревни с типично русской уличной, рядной планировкой и высокой плотностью застройки, когда расстояние между соседними домами составляет 10—15 метров, а в некоторых деревнях — даже 3—5 метра.

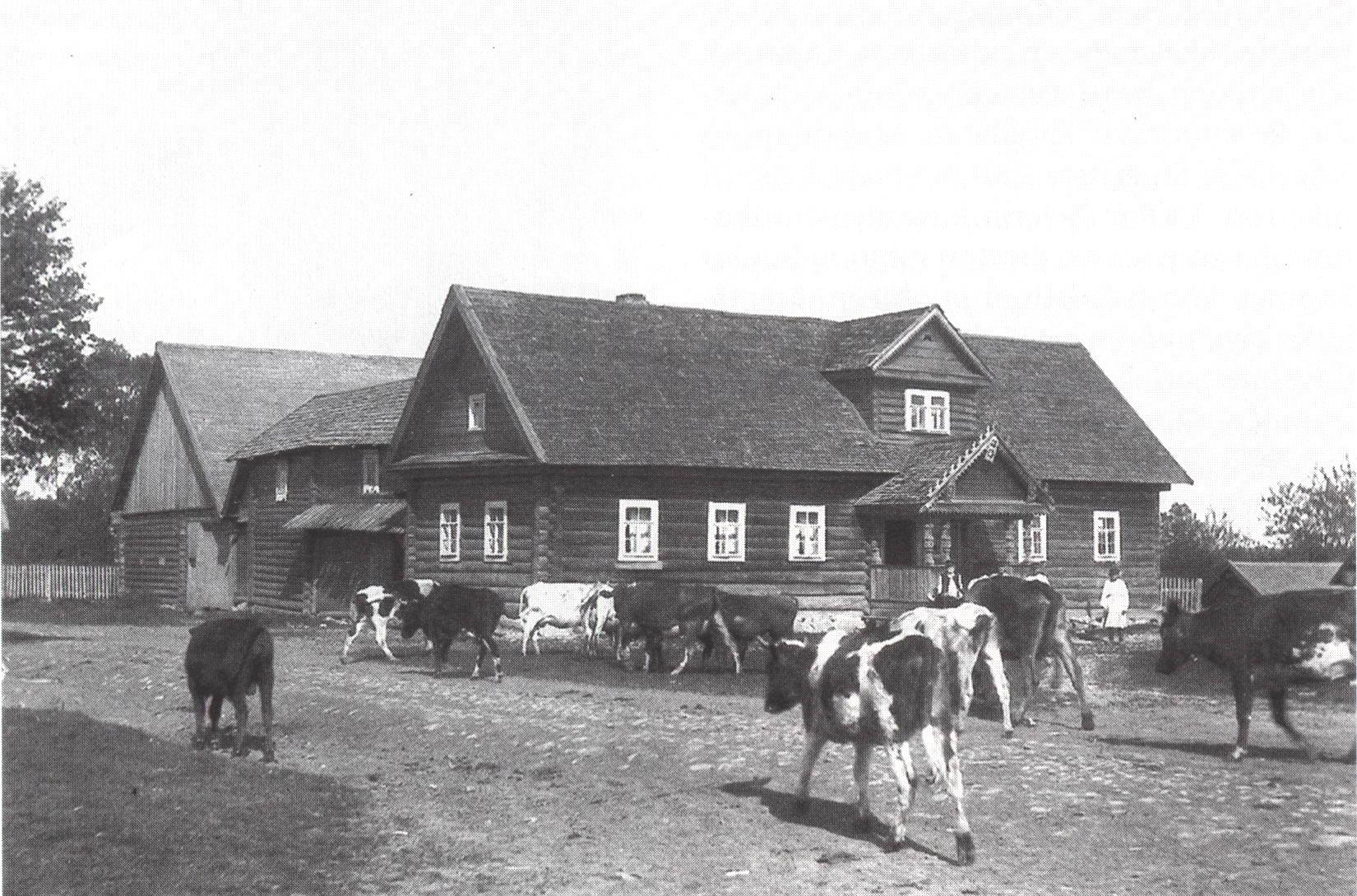
Дом ингерманландца в деревне Вирки. 1911 г.

В Северной Ингерманландии сохранялась традиционная финская планировка — свободная, кустовая или кучевая, отражавшая индивидуализм финского крестьянина, при которой дома были расположены по отношению к дороге абсолютно произвольно, а расстояние между ними составляло более 30 метров. На Карельском перешейке в формировании деревни особую роль играл окружающий ландшафт. Дома тщательно «вписывались» в рельеф местности и привязывались к сухим возвышенным местам. Такая деревня не имела сходства с русской и воспринималась топографами, как группа хуторов. Подобная реликтовая планировка в других районах Ингерманландии практически не встречается.

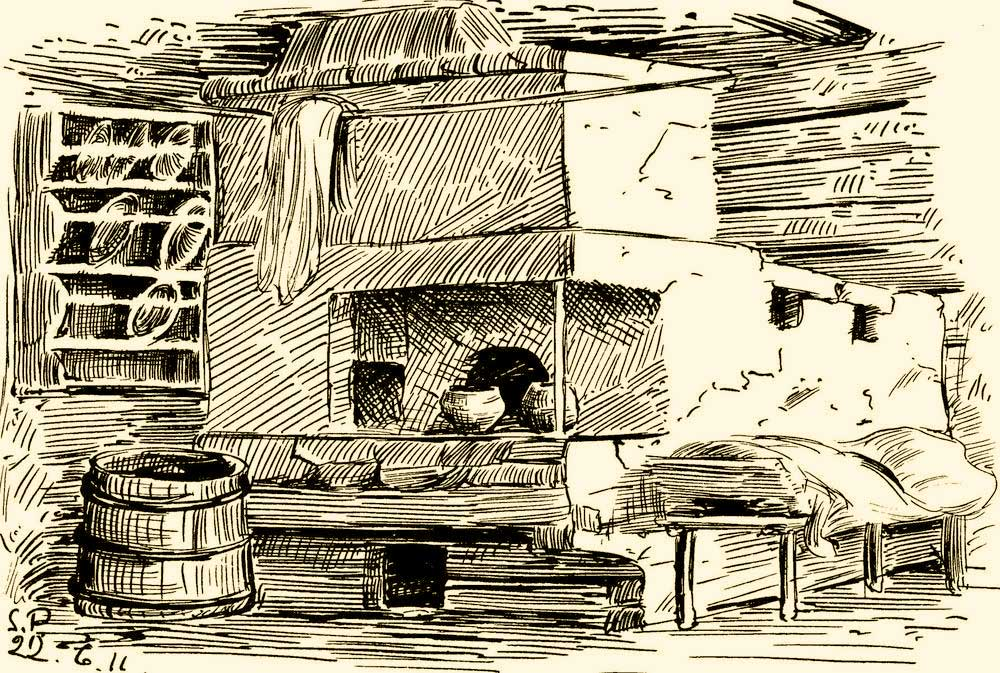
Интерьер избы в приходе Ряяпювя

К 1919 году в Ингерманландии насчитывалось 758 финских деревень, 187 деревень с русским и финским населением и 44 деревни, где жили финны и ижоры. В некоторых деревнях, где финны жили совместно с водью, ижорами или русскими, возникали разные концы: «водский конец», «ижорский конец», «русский конец». В Северной Ингерманландии чересполосного расселения не было.
В XIX веке в Центральной и Западной Ингерманландии типичный ингерманландский дом строился, как «западно-русский комплекс» — длинный дом с соединённым с ним крытым двором. В Северной же Ингерманландии каменные или деревянные дворы ставились отдельно от дома, за исключением приходов Келтто и Ряяпювя, где строились дома русского типа.
В конце XIX — первой половине XX века в Центральной Ингерманландии дома строили на среднем или низком подклете, однокамерные или двухкамерные, когда к жилому помещению пристраиваются холодные сени, а также дома на две избы через сени или пятистенки с двускатными, трёхскатными, изредка четырёхскатными крышами стропильной конструкции. Одноэтажные дворы состояли из двора и хлева с сеновалом на чердаке. До конца XIX века они ставились отдельно, затем их стали пристраивать к домам сбоку и сзади, таким образом, что хозяйственные постройки образовывали позади дома открытый двор.
В Северной Ингерманландии, в приходах Келтто и Ряяпювя, в связи с сохранением больших патриархальных семей чаще строились многокамерные жилища, так как даже после отмены крепостного права семьи оставались большими (до 30 человек) и для женатых сыновей к избе пристраивали новый сруб. В самой северной части Ингерманландии, вдоль границы с Финляндией, были распространены каркасно-засыпные дома, где внутрь дощатых стен засыпали золу и опилки. Хлевы и сараи строили поодаль от дома.
До середины XIX века дома ингерманландцев были в основном курными, с печами, топившимися «по-чёрному», не имевшими печной трубы. В таких домах были низкие потолки и высокие пороги. Роль окон выполняли световые отверстия, так называемые «волоковые оконца» с деревянными задвижками, прорубленные в стене, и лишь у зажиточных крестьян были устроены окна из слюды. Крыши покрывали соломой, позднее — щепой или дранкой. Освещалась изба лучиной.
К концу XIX — началу XX века дома ингерманландцев стали меняться. Вместо валунов по углам использовался ленточный фундамент, устраивались большие застеклённые окна, которые украшались резными наличниками и закрывались ставнями, причём в каждой ингерманландской деревне они имели свои отличия и только в Северной Ингерманландии резьба практически не использовалась. Изменился также и интерьер ингерманландского дома. Вместо каменок «по-чёрному» появились печи с дымоходами и вытяжными колпаками пирамидальной формы над шестком. Шесток стал представлять собой отдельную плиту для приготовления пищи в тёплое время года. Для привлечения дачников на чистой половине дома стали устраивать круглые «голландские» печи, застилать полы домоткаными половиками, приобретать «городскую» мебель.
Только надворные постройки — сараи, хлевы, конюшни, амбары, дровенники и бани — ещё долго практически не менялись. В Северной Ингерманландии их строили в основном из брёвен, в Западной и Центральной, кроме дерева широко использовался камень, а именно крупные валуны, скреплённые известковым раствором.

## Традиционные занятия

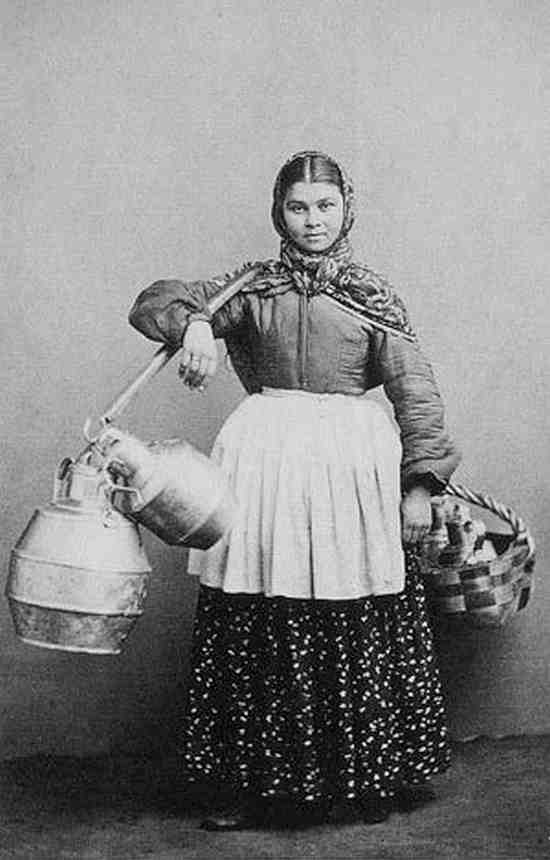
«Охтенка» — ингерманландская девушка, продающая молоко в Санкт-Петербурге. 1885 г.

До начала XX века основным занятием ингерманландцев было сельское хозяйство, а именно поставки в Санкт-Петербург ржи, ячменя, овса, гречихи, гороха, льна, для себя же выращивалась капуста, брюква, морковь, огурцы, фасоль, лук и репа, которую сеяли на выжженых участках леса. Как отмечалось в сборнике материалов по статистике народного хозяйства за 1885 год, «чем больше финнов в данной местности, тем больше и пашни». В 1897 году, по подсчётам агронома П. Тойкка, в Ингерманландии использовалось 1,5 млн десятин пахотной земли, из них крестьянам принадлежало 28 %, крупным землевладельцам — 53 %, государству — 17 % и различным обществам — 2 %.
На северо-востоке Ингерманландии и в окрестностях Волосова, где преобладают песчаные почвы, высокой урожайностью отличался картофель, благодаря чему к середине XIX века в этих местах он стал самой популярной полевой культурой. В приходах Келтто и Токсова картофель выращивали не только для себя или продажи на рынке, но и для поставок на винокуренные заводы, где из него делали спирт, картофельную муку и патоку. Кроме того, ингерманландцы поставляли на городские рынки культурные ягоды и фрукты: смородину, малину, крыжовник, клубнику, вишню и яблоки.
Вторым по важности был молочный промысел. Молоко поставлялось в город из деревень, расположенных на расстоянии до 50 километров; из селений, расположенных дальше, поставлялись сливки, сметана, масло и творог. С XIX века и до конца 1930-х годов шли в город «охтенки» — финские молочницы, которые разносили по домам в бидонах молоко, сливки и сметану, а в посуде поменьше чухонское солёное масло, сливочное масло и творог.
В связи с развитием молочного животноводства в Центральной Ингерманландии увеличился посев трав, особенно клевера, а в Северной Ингерманландии для повышения урожая кормовых трав на свои песчаные участки крестьяне стали завозить торф. С 1896 года стали создаваться крестьянские товарищества и кооперативы, и к 1912 году в одном только приходе Лемпаала их насчитывалось уже двенадцать. Крестьяне в складчину покупали сельхозмашины, устраивали выставки и обучение передовым методам хозяйствования.
Основную часть продукции ингерманландцы продавали на петербургских рынках, куда из отдалённых частей губернии и даже ближайших районов Финляндии её доставляли перекупщики. Например, финляндские крестьяне привозили свои товары в Гарболово, Куйвози, Токсово и там сдавали их местным ингерманландцам, хорошо знавшим русский язык, а те уже продавали их на городских рынках.
Ингерманландцы северного берега Финского залива, а также Кургальского и Сойкинского полуостровов ловили морскую рыбу, в основном салаку, а в реке Луге — миногу. Весной добывали тюленей, так как тюлений жир широко использовался вместо олифы. От общего количества в Финском заливе вылавливалось 85 % рыбы, в Ладожском озере — 15 %.
Зимой работали на лесозаготовках. Многие уезжали в Санкт-Петербург работать извозчиками, а также на вывозе снега, но большинство работало лишь одну неделю на масленицу, когда традиционным развлечением петербуржцев было катание на санях. Масленичное катание называлось «катание на вейках», так как происходило от финского слова вейкко («братец») — обращения к финским извозчикам. Для масленичных катаний некоторые держали в городе собственные дворы с 2—3 лошадьми.
Ингерманландцы поставляли на рынки Санкт-Петербурга лесные ягоды: чернику, бруснику, клюкву, морошку. Сбор грибов давал семье гораздо меньший заработок, чем сбор ягод, но иногда, в урожайный год, когда грибы на рынок поставлялись возами, он оказывался выгоднее хлебопашества. Ингерманландцы везли на рынок дрова, тёс, оглобли, веники, сено, солому, мочало и осиновую кору. Кроме молочных продуктов в столицу поставляли мясо, особенно телятину и свинину, осенью — домашнюю птицу. В Токсовской волости был популярен метёлочный промысел, некоторые деревни специализировались на заготовке и продаже банных веников. Широко развит был питомнический промысел. В низовьях Луги делали лодки и парусники, к северу от Петербурга — тележные колёса, в Северной Ингерманландии занимались сбором и сбытом муравьиных яиц. Всего ремёсел и кустарных производств в ингерманландских деревнях насчитывалось более 100 видов.
Уровень жизни многих ингерманландцев в конце XIX — начале XX века был столь высок, что для работы в хозяйстве они привлекали наёмных работников из Финляндии. Почти в каждой деревне, особенно в Северной Ингерманландии, были финские батраки, пастухи, табунщики, землекопы. Многие финны стремились жениться на местных девушках.
В XX веке коллективизация и репрессии 1930-х годов подорвали традиционную систему хозяйствования. В послевоенные годы изменилась структура расселения ингерманландцев. Многие, кому не удалось вернуться в родные деревни, осели в городах. Кроме того, общая урбанизация, а позднее кризис сельского хозяйства в стране привели к тому, что число городских ингерманландцев превысило число сельских более чем в 2 раза, вследствие чего система хозяйствования и перечень профессий кардинально изменились.

## Национальная кухня

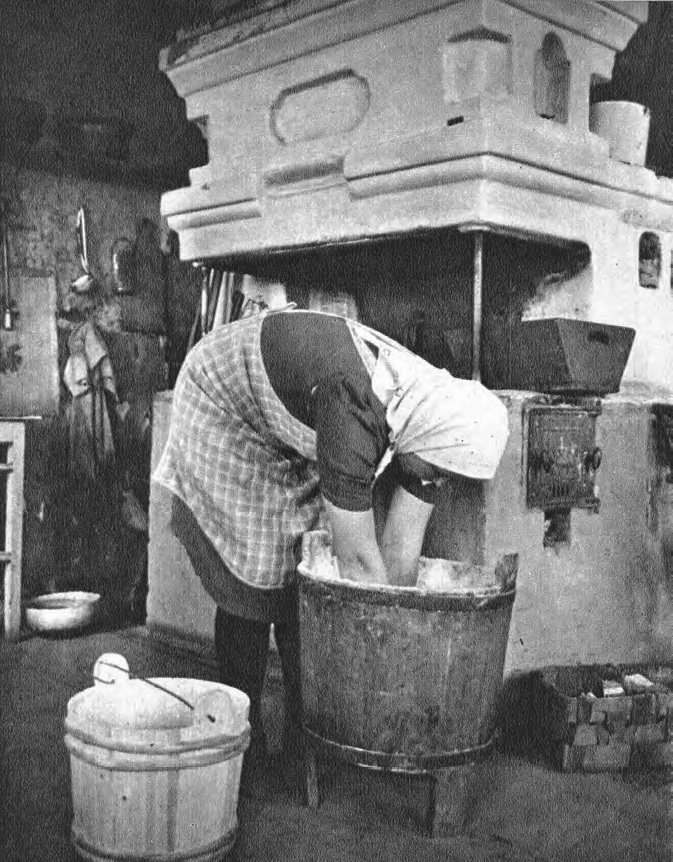
Приготовление теста для домашнего ржаного хлеба

Традиционная ингерманландская кухня сохранила в себе черты водской, ижорской и финской (провинции Саво), но при этом испытала значительное влияние русской деревенской кухни, где используется большое количество квашеной капусты, грибов и солёных огурцов, а также петербургской городской кухни, откуда пришло употребление кофе.
Основной пищей ингерманландцев с середины XIX века были картофель и капуста — они считались даже важнее хлеба. В ингерманландских деревнях XIX века ранним утром обычно пили заменитель кофе из молотого корня цикория или прожаренных зёрен ржи с молоком. Затем, около 9 часов утра, на завтрак ели варёный картофель с льняным или подсолнечным маслом. Между завтраком и обедом пили чай. Около 2 часов дня устраивали обед, в который входили суп, каша и чай. Около 4 часов дня многие ингерманландцы опять пили чай, а по воскресеньям — почти повсеместно пили покупной зерновой кофе. Тогда в каждом доме был самовар, причём зачастую в нём варили не чай, а кофе. После 7 часов вечера ужинали — обычно это была подогретая обеденная еда.
По понедельникам обычно пекли на всю неделю чёрный хлеб из ржаного теста в форме высоких ковриг. Часто делали лепёшки (leposka) из ржаной или ячменной муки, которые ели с яичным маслом. Самой распространённой похлёбкой были щи из кислой капусты, реже варили гороховый суп, картофельный суп с мясом, уху или похлёбку из сухих грибов. Кашу варили чаще всего из ячменя, а также из пшена, гречи, манной крупы. В печи тушили квашеную капусту, запекали брюкву, репу, картофель. Ели также квашеную капусту, солёные грибы, солёную и вяленую рыбу. Особенно много в ингерманландской кухне было молочных продуктов — молоко, простокваша, сметана, творог — хотя большую их часть сбывали на рынке.
Широко распространён был овсяный кисель; его ели и тёплым, и холодным, и с молоком, и со сливками, и с растительным маслом, и с ягодами, с вареньем, и с жареными свиными шкварками. Пили, в основном, чай, а также зерновой кофе, летом — квас. По праздникам пекли пшеничный хлеб и различные пироги — открытые, закрытые, с начинкой из риса с яйцом, капусты, ягод, варенья, рыбы и мяса с рисом. Варили студень, делали жарко́е из мяса и картофеля. Кроме обычных блюд, ингерманландцы делали «крепкое молоко» (кислое молоко, запечённое в печи) — его часто ели с молоком и сахаром или делали начинкой для ватрушек. Варили клюквенный кисель, домашнее пиво. Для пасхального стола готовили солёное молоко, смешивая его со сметаной и солью, и ели вместо масла и сыра с хлебом, картофелем или блинами.

## Национальный костюм

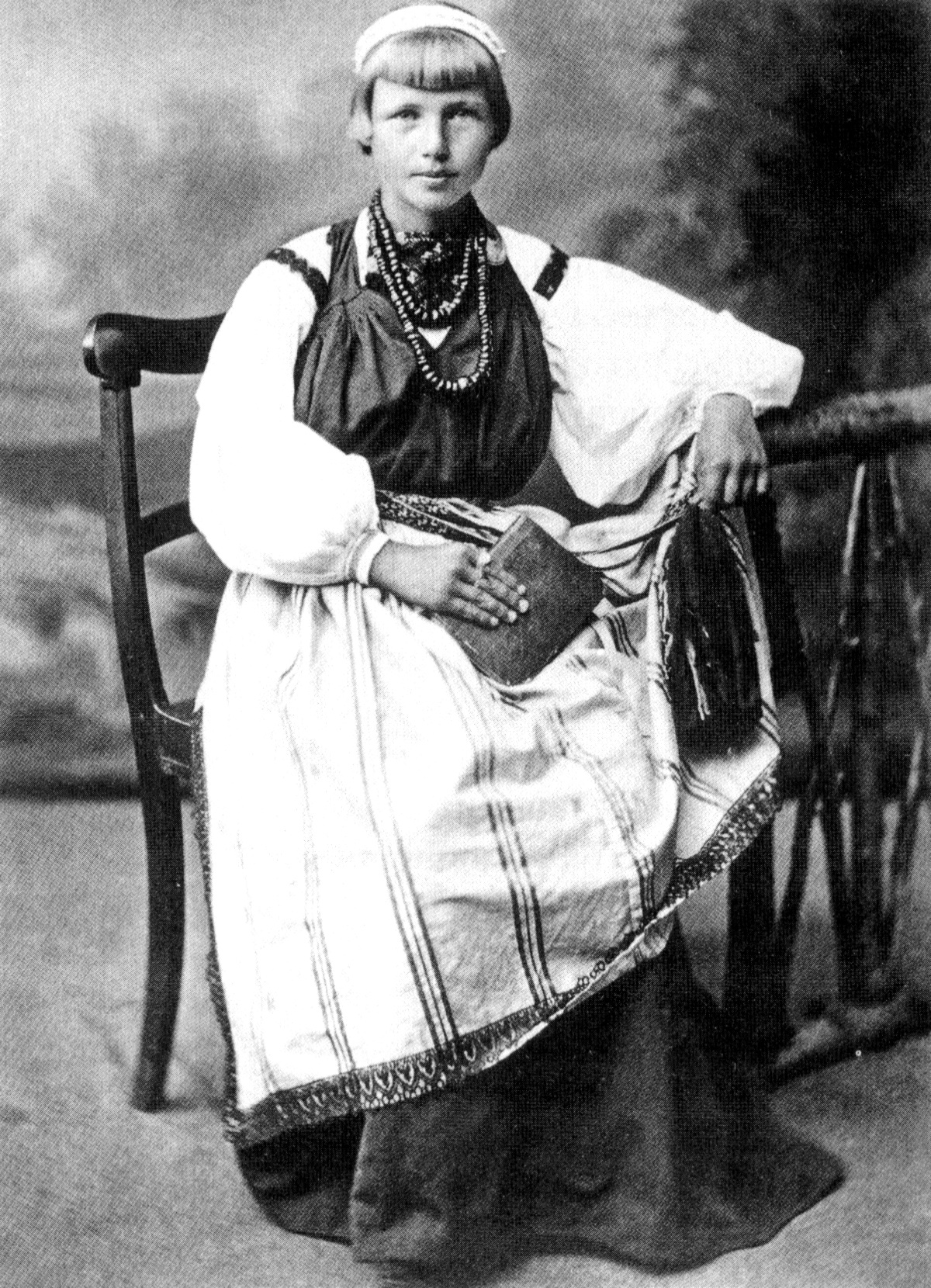
Одежда прихода Тюрё. 1877 г.

Мужской национальный костюм во всех приходах дореволюционной Ингерманландии был примерно одинаков и ненамного отличался от одежды местного русского населения, лишь в отдалённых деревнях Северной Ингерманландии и нижнего течения Луги носили традиционную одежду белого цвета. Летом мужчины носили полотняные, а зимой суконные штаны. Рубахи были холщовые с прямым разрезом на груди, который застёгивался на пуговицу или имел завязки. Поверх рубахи надевали поддёвки и овчинные шубы или длинные суконные кафтаны. Шляпы носили широкополые, войлочные, напоминающие шляпы питерских извозчиков, а также фуражки и кепки. Обувь носили кожаную, домашнего изготовления, покупные сапоги были праздничной обувью и считались признаком богатства.
Исследователи выделяют два типа национальных костюмов ингерманландцев: рекко-костюм и костюм с жилетом (так называемый лютеранский финский костюм), причём первый считается более красивым. Женские национальные костюмы савакотов и эвремейсов имели существенные отличия. В женской одежде ингерманландцев-эвремейсов сохранилось много архаических черт, привнесённых из приходов северной части Карельского перешейка (Муолаа, Пюхяярви, Саккола, Рауту). Женская рубаха имела особый, вышитый разноцветными шерстяными нитями по красному фону трапециевидный нагрудник — рекко. Разрез ворота был слева от него и застёгивался круглой фибулой, плечи зачастую тоже украшались вышивкой. Поверх рубахи надевался сарафан красного или синего цвета, а поверх него надевался передник с красным орнаментом.
У женщин савакотов было принято носить не сарафаны, а юбки в клетку или полоску красного, белого, синего или зелёного цвета. Рубахи у них были белого цвета, с прямым вырезом и рукавом до локтя, поверх рубахи надевался безрукавный лиф или кофта. Самой яркой среди них считалась одежда женщин из приходов Северной Ингерманландии — Келтто, Ряяпювя и Токсова: в ней преобладал красный цвет, жительницы Ряяпювя использовали для юбки, жилета и передника клетчатую ткань. В приходах Марккова и Ярвисаари основными были жёлтые и зелёные цвета. С распространением в конце XIX века покупных тканей одежда эвремейсов стала более похожей на одежду савакотов. Переход на такую одежду стал показателем своего рода зажиточности.

## Ингерманландский фольклор

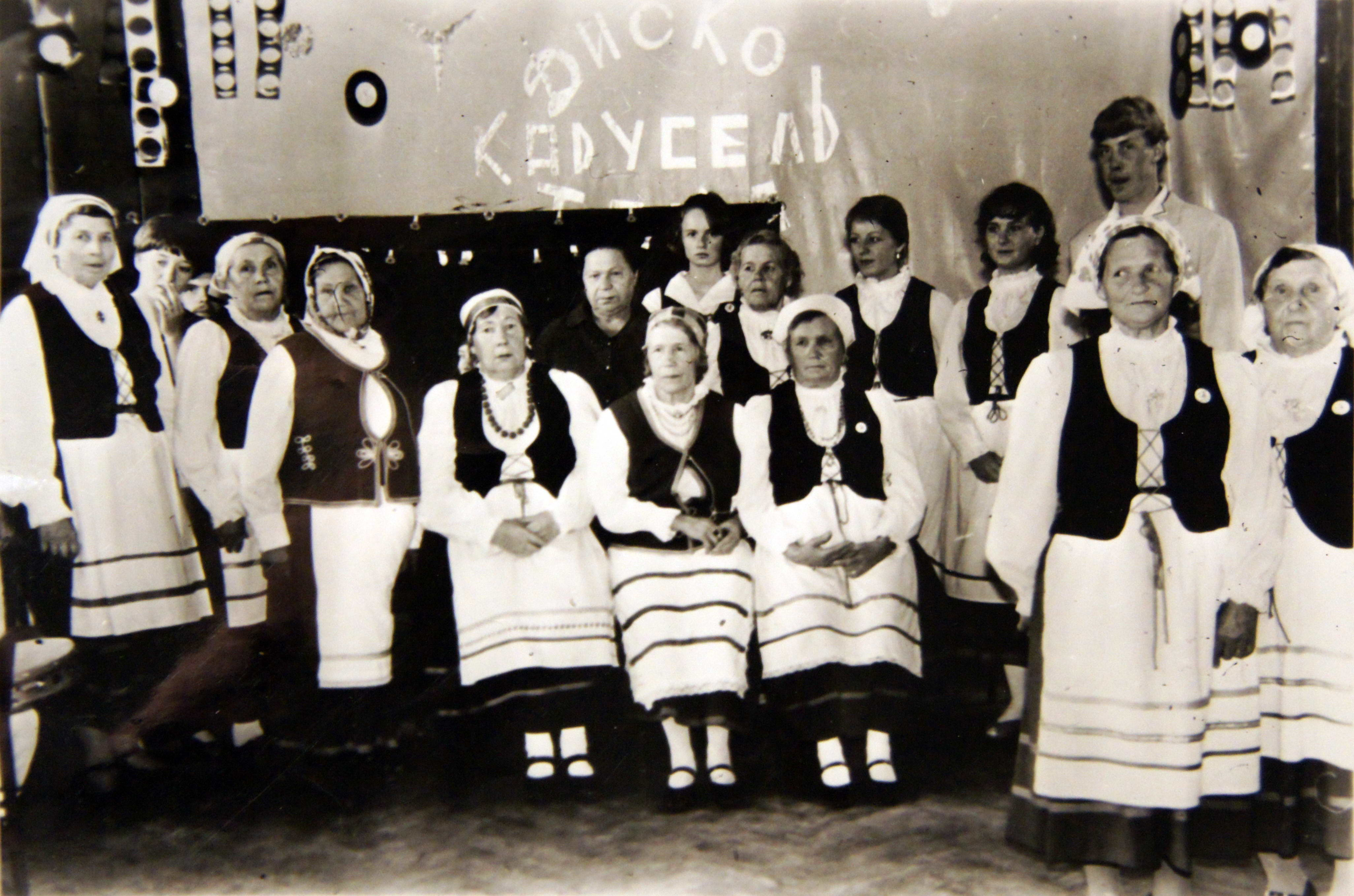
«Рёнтюшки». 1986 г.

До середины XIX века об ингерманландском фольклоре практически ничего не было известно. «Открыл» его Даниэль Европеус, помощник Элиаса Лённрота, во время своей поездки по Ингерманландии в поисках новых рун для второго издания «Калевалы». Элиас Лённрот использовал в «Калевале» сюжет о Куллерво, полностью заимствованный им из рун, записанных в Ингерманландии. Одними из первых собирателей рун среди ингерманландцев были также Хенрик Рейнхольм и Армас Лаунис. В дальнейшем, с конца 1840-х и до революционных событий 1917 года, финские фольклористы смогли записать более 145 000 песен от более чем 2000 народных певцов, из которых 1200 сейчас известны поимённо. Всего на территории Ингерманландии было записано более 30 % рун «Калевалы» и собраны 9 томов из 33-томного издания «Древние руны финского народа».
У ингерманландцев сохранились древние традиции причитаний и плачей, исполнителями которых были женщины, а также мужская народная инструментальная музыка. Большой вклад в их изучение внёс финский композитор Армас Лаунис. В 1910 году он опубликовал в Хельсинки 940 ингерманландских мелодий, записанных в период с 1847 по 1906 год. Основной стиль исполнения ингерманландских песен и причитаний — это диалог между солисткой и хором; такая традиция исполнения сохранялась в семьях и гуляниях молодёжи вплоть до середины XX века. Армас Лаунис и А. О. Вяйсянен записывали ингерманландские песни на фонограф. Первая запись на восковом цилиндре была сделана в 1906 году. В основе ингерманландских напевов лежит определённый набор признаков: мелострофа калевальской метрики (восьмистопный хорей) с так называемым «финским окончанием» (замедление последних слоготонов), симметричность, уравновешенность восходящего и нисходящего движения, параллелизм ладосоставляющих структур, тональная замкнутость и отсутствие стимулов к ладотональным сдвигам.
Первая мировая война, революция и гражданская война прервали сбор ингерманландского фольклора. Планомерная работа была продолжена в 1930-х годах только в Эстонской Ингерманландии. В довоенные годы культуру эстонских ингерманландцев приезжали изучать финские исследователи Лаури Кеттунен и Марти Хаавио, эстонский исследователь Юлиус Мягисте, в послевоенные годы — эстонские исследователи Арво Лаанест и Пауль Аристэ. Собранная здесь коллекция включила в себя огромное количество эпических, лирических, свадебных песен и заклинаний.
Особое место в ингерманландском фольклоре принадлежит «рёнтюшкам» — оригинальным танцам под частушки, характерным для Северной Ингерманландии. Сейчас эту традицию сохраняет созданный в 1978 году (первый руководитель Хилма Бисс) фольклорно-этнографический коллектив «Рёнтюшки» из Рапполово. В настоящее время древние народно-поэтические традиции ингерманландцев практически угасли.

## Язык и литература

### Ингерманландские диалекты

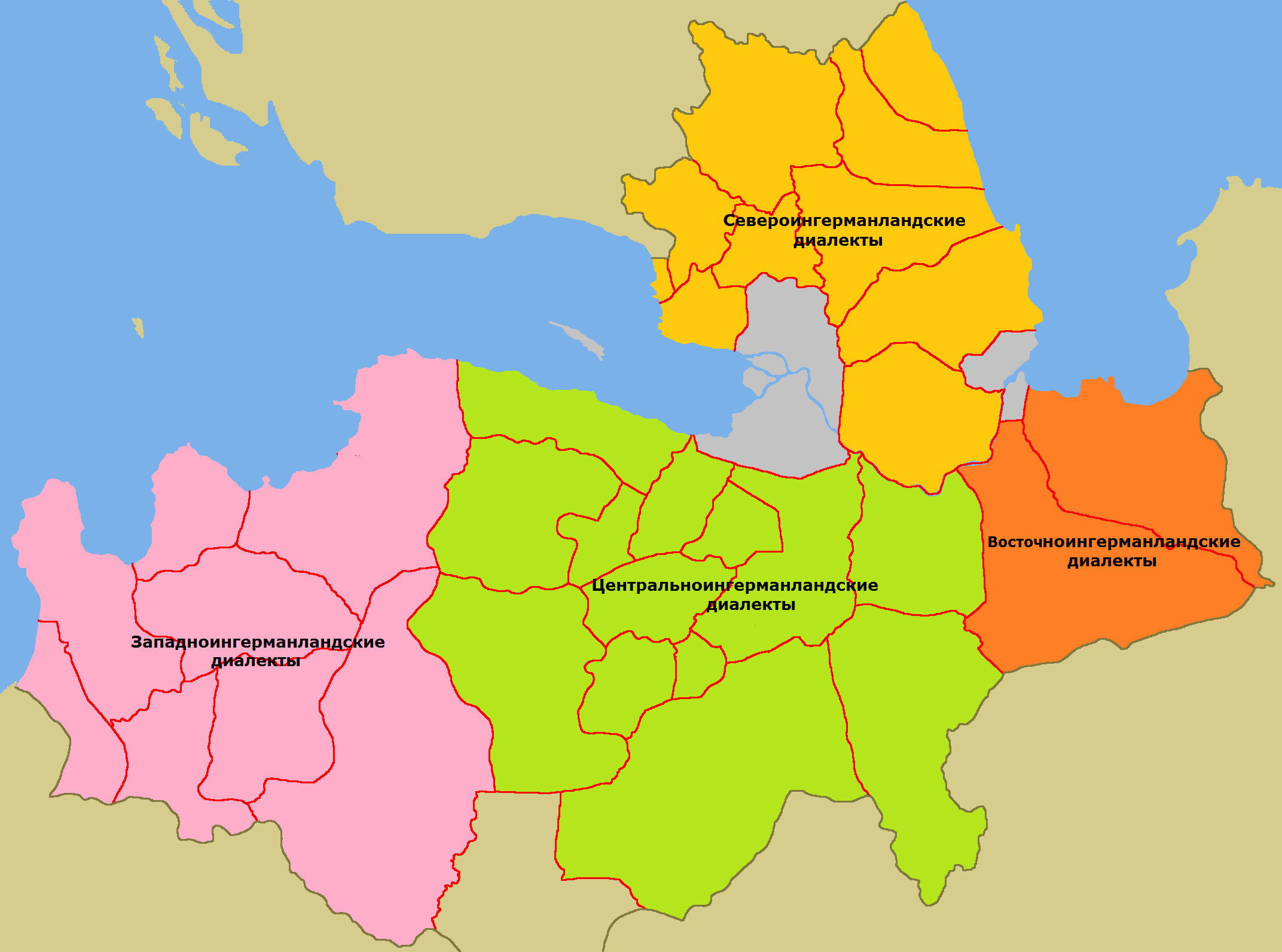
Распределение ингерманландских диалектов.

Ингерманландцы говорят на собственных диалектах финского языка, в силу географической близости и общности происхождения близких к южно-карельским и савоским диалектами. В XIX веке выделялись два основных ингерманландских диалекта — савакский и более архаичный эвремейский. Последний был распространён в Центральной и Западной Ингерманландии, на нём говорили около трети ингерманландцев. Особый нижнелужский диалект сформировался в результате тесного взаимодействия с ижорским и водским языками на Нижней Луге и Кургальском полуострове.
Во второй половине XIX века диалектные различия в среде ингерманландцев начали постепенно стираться, при этом главными факторами унификации выступили школьное обучение и лютеранская церковь, которые способствовали вытеснению наиболее архаичных языковых форм. Ко второй половине XX века различия в языке между отдельными районами Ингерманландии сохранились лишь на уровне говоров.
В результате длительного самостоятельного развития ингерманландские диалекты приобрели черты, значительно отличающие их от литературного финского языка. С другой стороны, на протяжении всей своей истории они подвергались влиянию других языков — в первую очередь, русского. Границы распространения диалектов совпадают в основном с границами довоенных лютеранских приходов.
Кроме полутора десятка фонетических и семантических отличий от литературного финского языка, для ингерманландских диалектов весьма типично семантическое расхождение для общей с финским языком лексики; при этом пласт собственных слов, отсутствующих в литературном финском языке, относительно невелик. С XVII века в ингерманландских диалектах сохранились некоторые прямые заимствования из шведского языка, но гораздо больше слов было заимствовано из русского, а в западных приходах — водского и ижорского языков.

#### Классификация диалектов Ингерманландии
1. Североингерманландские:
- белоостровский диалект — говоры приходов Валкеасаари и Лахти;
- хаапакангасский диалект — говоры прихода Хаапакангас;
- токсовско-лемболовский диалект — говоры приходов Токсова, Лемпаала, Вуоле;
- колтушский диалект — говоры приходов Ряяпювя и Келтто.

2. Восточноингерманландские:
- говоры приходов Ярвисаари и Марккова, довольно близкие друг к другу.

3. Центральноингерманландские:
- восточногатчинский диалект — ареал к востоку от Гатчины, включающий в себя приходы Венйоки, Инкере, Туутари, Лииссиля и восточную часть прихода Коприна;
- западногатчинский диалект — ареал к западу от Гатчины, охватывающий приходы Колппана, Спанкова, Купаница и часть прихода Скворица;
- хиетамякский диалект — говоры прихода Хиетамяки;
- южнокобринский диалект — говоры нескольких деревень прихода Коприна в окрестностях станции Сиверская;
- восточно-тюрёский диалект — говоры восточной части прихода Тюрё;
- западно-тюрёский диалект — говоры западной части прихода Тюрё.

4. Западноингерманландские:
- нижнелужский диалект — все финские говоры прихода Косёмкина (Нарвуси) (причём говоры деревень Калливере, Гакково и Конново занимают в нём особое положение);
- говор деревни Дубровка — прихода Нарва — наиболее близок к нижнелужскому, однако имеет ряд заметных отличий;
- говор прихода Новасолкка — говоры деревень ранее находившиеся в водском и эстонском окружении;
- говор прихода Каттила;
- говор прихода Сойккола — говоры деревень на Сойкинском полуострове;
- говор прихода Молосковица, сюда входит также говор северо-западной части прихода Купаница;
- говор прихода Каприо.

Диалекты Западной Ингерманландии отличаются друг от друга в основном степенью влияния водского и (или) ижорского языка. Наибольшее влияние водского языка испытали нижнелужский диалект, и в меньшей степени — диалект прихода Каттила, а наибольшее проникновение ижорского языка — диалект прихода Каприо.
В ингерманландской периодической печати и мемуарной литературе встречается немало диалектных произведений, однако ингерманландские диалекты постепенно выходят из употребления, так как их основные носители — пожилые ингерманландцы. Под всё возрастающим влиянием современного финского языка лишь немногие молодые ингерманландцы понимают диалектную речь (фин. inkerin murre), и лишь единицы владеют ею, так как, в отличие от финского языка, преподавание диалектов не ведётся.

### Художественная литература

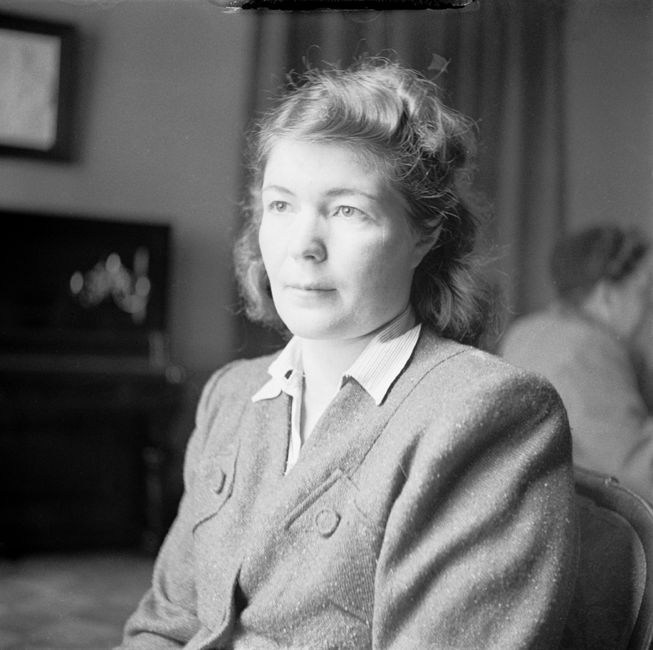
Аале Тюнни. 1948 год

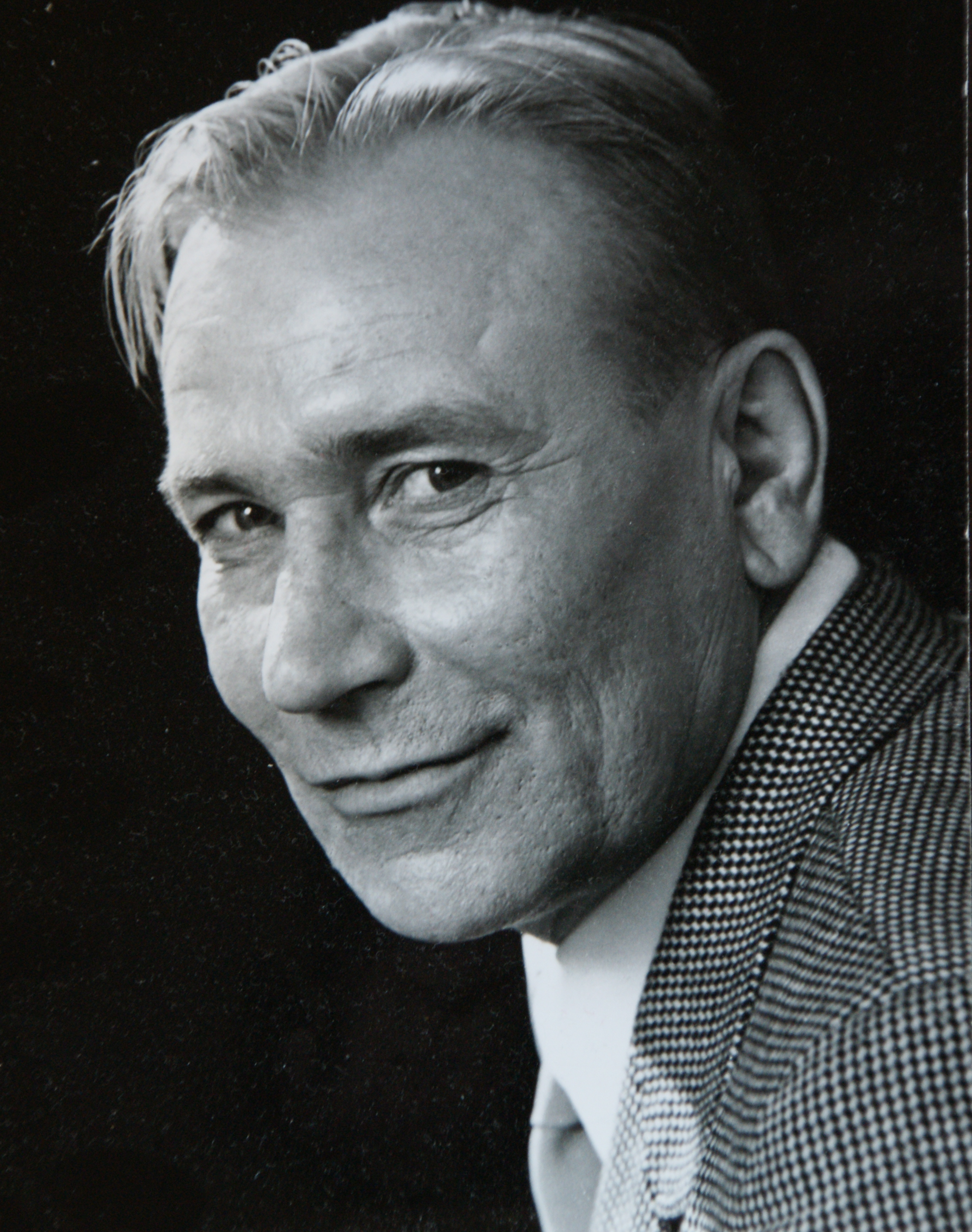
Иван Киуру. 1980-е годы

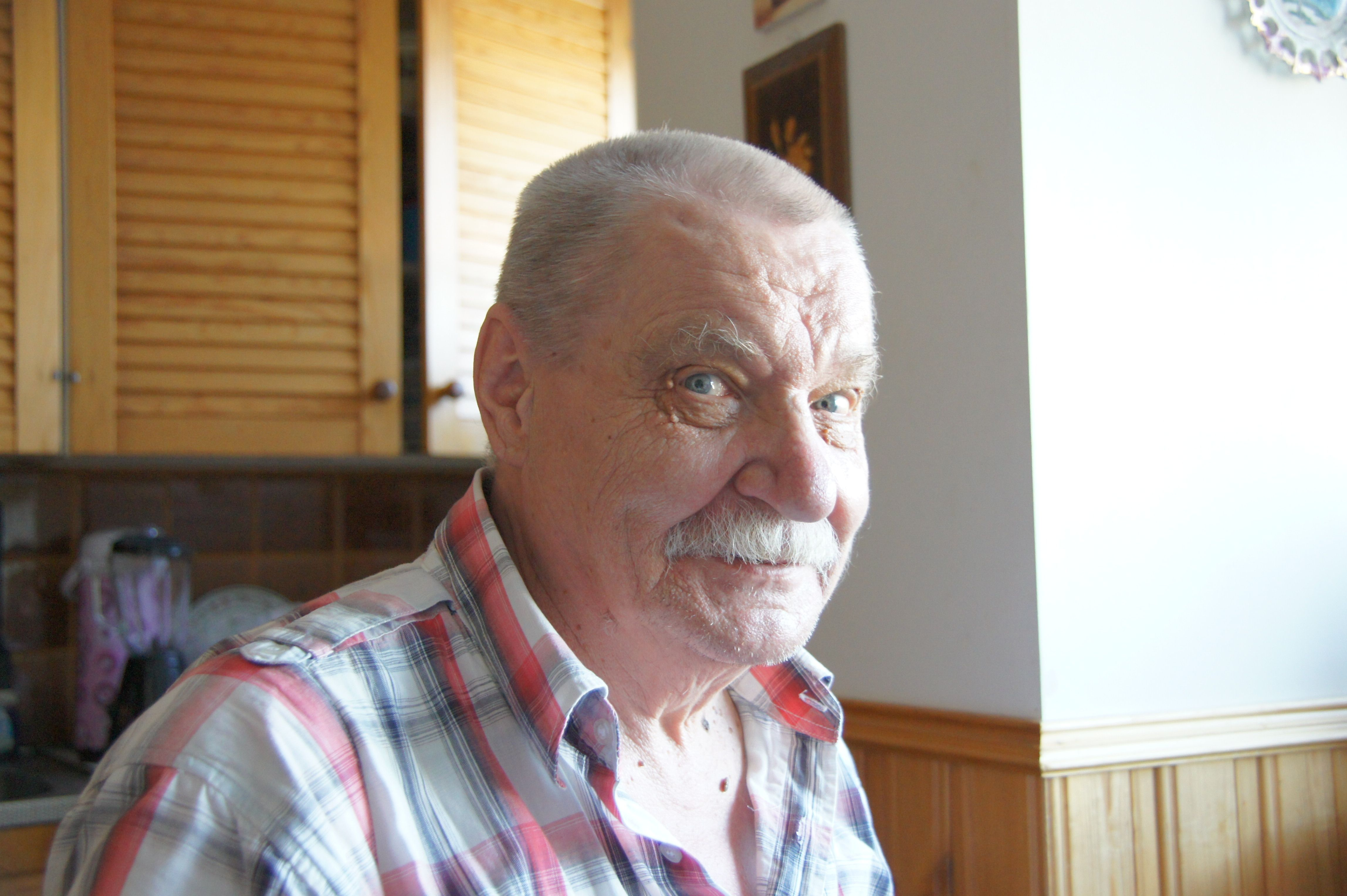
Роберт Винонен. 2014 год

Художественная литература ингерманландцев возникла одновременно с началом издания в Ингерманландии финноязычных газет. Так, в первой из них, Pietarin Sanomat, в 1870 году были опубликованы стихи первого ингерманландского поэта Яакко Ряйккёнена (1830—1882). До 1917 года в газетах и ежегодном финском календаре регулярно публиковали свои стихи ингерманландцы Габриель Суни (1843—1903), Пааво Ряйккёнен (1857—1935) и Аапо Весикко (1872—1935). Затем, в начале XX века, появляются первые ингерманландские драматурги — Матти Руотси, Томми Хирвонен и Антти Тииттанен (1890—1927), столкнувшиеся со сложностями самореализации: ввиду отсутствия своего профессионального театра их пьесы ставились любительскими труппами, в основном на народных праздниках. Единственным ингерманландцем, пьесы которого ставились на профессиональной сцене, был социалист-утопист Матти Курикка (1863—1915), его пьеса Viimeinen ponnistus («Последнее усилие») с успехом шла в театрах Финляндии. Там же было издано собрание его произведений.
В СССР 1920—1930-х годов самым известным ингерманландским литератором был Тобиас Гуттари (1907—1953), писавший под псевдонимом Леа Хело. Стихи и проза Леа Хело были наполнены пафосом строительства социализма. В журналах Punakantele («Красное кантеле») и Soihtu («Факел») публиковались стихи и рассказы Матти Пурси. В 1920-е годы в Финляндии вышел сборник рассказов Антти Тииттанена Oma Inkerini («Моя Ингерманландия»). В 1935 году в Ленинграде вышел в свет роман ингерманландца Юрьё Саволайнена Aikojen hyrskyissä («В вихре времён»). В 1930—1940-е годы в Финляндии издаются более двадцати произведений уроженца Токсова Юхани Конкка. В 1958 году был опубликовал его автобиографический роман Pietarin valot («Огни Петербурга»), действие которого происходит в Северной Ингерманландии; этот роман стал классикой ингерманландской литературы. В 1934 году в Финляндии вышли воспоминания ингерманландского пастора Аатами Куортти. Его книги Pappina, pakkotyössä, pakolaisena («Священник, лагерник, беженец») и Inkeriläisen papin kokemuksia Neuvostovenäjällä («Судьба ингерманландского священника в Советской России») стали первыми из опубликованных мемуаров ингерманландцев.
На послевоенные годы в Финляндии пришёлся пик популярности ингерманландской поэтессы Аале Тюнни (1913—1997). Родившись под Гатчиной в деревне Загвоздка, она начала писать стихи ещё до войны. Вышедший в 1947 году сборник стихов Soiva metsä («Гудящий лес») принёс ей первый читательский успех. В 1948 году на XIV Летних Олимпийских играх в Лондоне Аале Тюнни завоевала золотую медаль в конкурсе искусств в номинации «Лирические произведения» за свою поэму «Слава Эллады». В 1950-е годы Аале Тюнни много работала с историческими и мифологическими материалами. Она переводила таких авторов как У. Шекспир, Г. Ибсен, У. Йейтс и У. Вордсворт, а также перевела с древнеисландского часть скандинавского эпоса «Эдда». Всего у неё вышли 21 сборник стихов и две пьесы, а также книга мемуаров Inkeri, Inkerini («Ингерманландия, моя Ингерманландия»). Тюнни, почётный доктор философии и академик финской Академии наук и литературы, была награждена медалью ордена Льва Финляндии.
В СССР в 1950—1960-е годы ингерманландские литераторы работали в Карелии, так как только там издавалась литература на финском языке. Среди них поэты Тайсто Сумманен, Пекка Пёлля, Армас Мишин, Тойво Флинк и Унелма Конкка. В 1983 году прозаик Пекка Мутанен издал повесть Poika Markkovan kylästä («Парень из деревни Марково») о единственном среди ингерманландцев Герое Советского Союза Пиетари Тикиляйнене.
Частью литературной деятельности ингерманландских писателей в Советском Союзе, а позднее и России являлся перевод литературных произведений с финского на русский и с русского на финский язык. Наиболее известной работой в этом плане является перевод на русский язык эпоса «Калевала», выполненный в 1998 году в Петрозаводске писателями Армасом Мишиным и Эйно Киуру. В Петрозаводске работал доктор филологических наук, главный научный сотрудник Института языка, литературы и истории Карельского научного центра Российской академии наук, заслуженный деятель науки РФ и Республики Карелия, литературовед, профессор Эйно Карху (1923—2008), в 1998 году удостоенный звания Человек года Республики Карелия.
В Финляндии, в 1990-е годы публикуется проза и поэтические сборники Эллы Ояла и Люли Ронгонен. В Эстонии, в 1990-е годы публикуются стихи на ингерманландском диалекте поэтессы Салли Саворина. В Швеции на шведском языке выходят мемуары Оскара Химиляйнена, автобиографичную прозу пишет Анья Монахоф, две её книги переведены на русский язык. Появляются поэты-ингерманландцы, пишущие по-русски: Иван Киуру (1934—1992), Роберт Винонен, Анатолий Иванен, Виктор Того. В целом, современная ингерманландская литература разобщена языковыми барьерами и государственными границами.

### СМИ
С 1884 по 1917 год в Санкт-Петербурге издавалась газета ингерманландских финнов «Инкери» (фин. Inkeri). Газета была запрещена после Октябрьской революции в декабре 1917 года. До 1937 года в Ленинграде на финском языке издавались: газета «Вапаус» (Свобода), молодёжная газета «Нуори Каарти» (Молодая гвардия) и детский журнал «Кипиня» (Искра), в Ленинградской области выходили финские странички в районных газетах. С 1922 по 1928 год газета «Инкери», редактором которой являлся Антти Титтанен, издавалась обществом Инкерин Лиитто для ингерманландских беженцев в Финляндии.
В 1998 году издание газеты «Инкери» в Санкт-Петербурге возобновилось. С 2008 года она является изданием Петербургского «Икерин Лиитто». Газетные публикации рассказывают об истории Ингерманландии и жизни ингерманландцев в дореволюционной России, советские годы и современности. Формат: интервью, мемуары и аналитические статьи. Газета двуязычна, выходит на финском и русском языках 4 раза в год. Главный редактор — председатель общества «Инкерин Лиитто» Александр Кирьянен.

## Религия

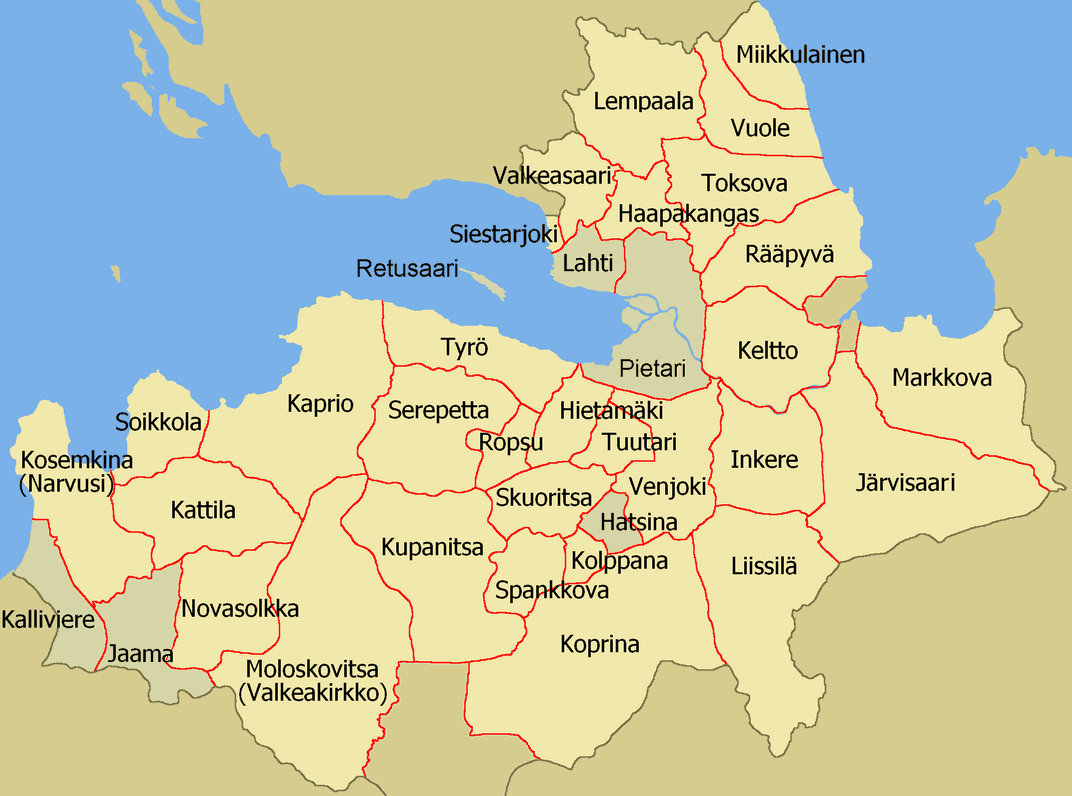
Карта приходов Церкви Ингрии (1930-е годы)

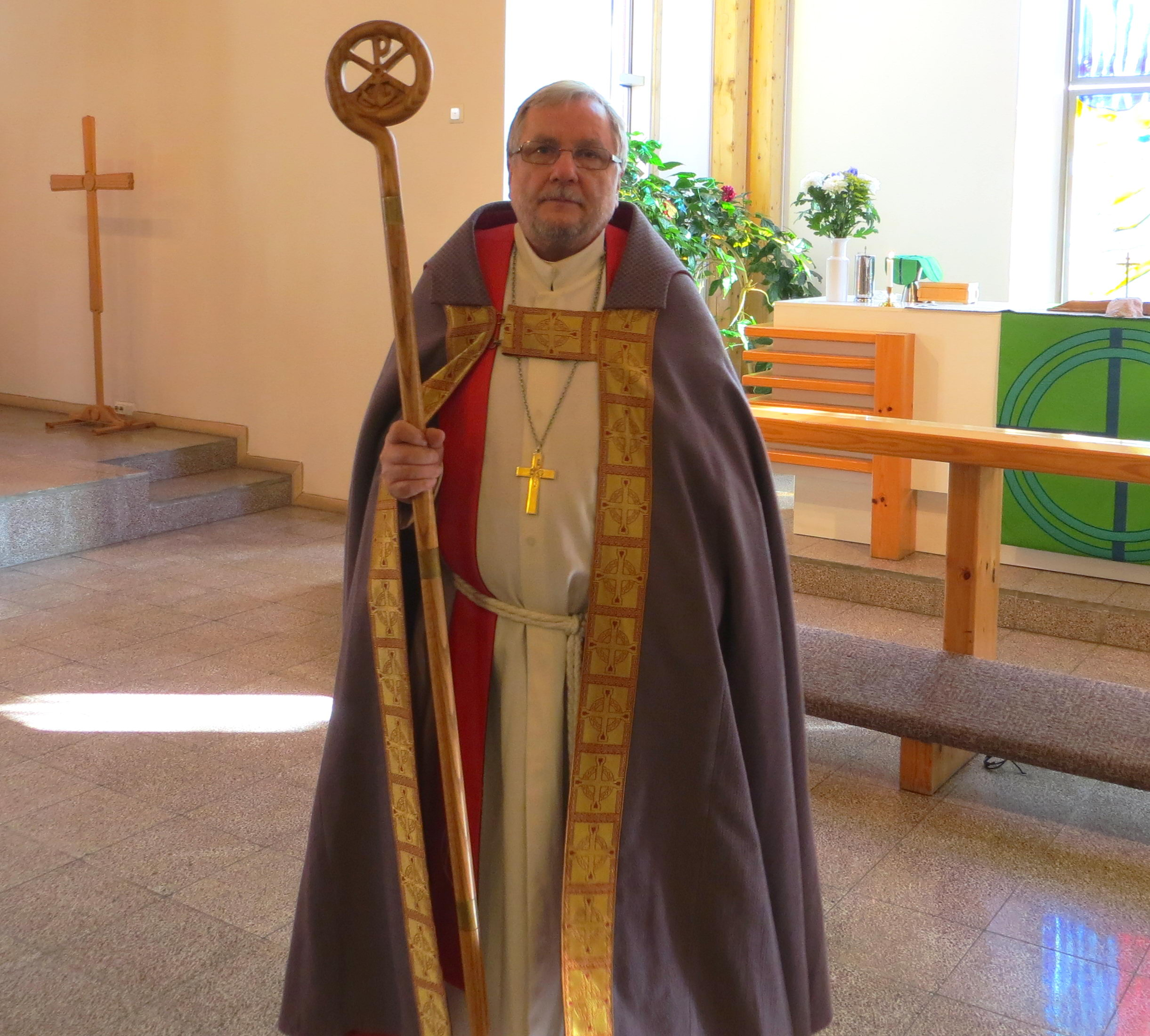
Глава Евангелическо-лютеранской церкви Ингрии епископ А. М. Кугаппи

В формировании национального самосознания ингерманландцев лютеранское вероисповедание сыграло важную роль, так как именно оно отличало их от других финноязычных народов Ингерманландии — води и ижоры.
До открытия в 1863 году Колпанской семинарии лютеранского богословского образования в Ингерманландии получить было негде, поэтому все священники были родом из Финляндии, и хотя требования к ним были очень высоки (нужно было владеть финским, шведским, русским языками и официальным языком лютеранской консистории России — немецким), желающих служить в богатых ингерманландских приходах было много. Вместе со священниками из Финляндии поступала вся церковная литература — таким образом, церковь являлась проводником литературного финского языка. После открытия в 1863 году при кирхе Св. ап. Петра Колпанской учительско-кистерской семинарии, где готовили лютеранско-евангелических пасторов, учителей народных школ, кистеров (приходских учителей, являвшихся и церковнослужителями), а также органистов, начала формироваться система народных школ и своя ингерманландская интеллигенция. Активная деятельность воспитанников семинарии и педагогическая деятельность церкви подготовили условия этнокультурной консолидации и формирования нации ингерманландцев.
К концу XIX — началу XX века в Ингерманландии насчитывалось более 30 финских приходов. Ингерманландцы воспринимали свою Церковь как национальную, а лютеранство — как часть национальной идентичности, испытывая при этом определённое влияние православного окружения, что привело к возникновению ингерманландского варианта лютеранской церковной обрядности. Например, в лютеранстве нет культа святых, но финские лютеранские храмы исторической Ингерманландии носят имена Св. Андрея, Св. Генриха, Св. Георгия, Св. Екатерины, Св. Иакова, Св. Иоанна, Св. Лазаря, Св. Марии, Св. Марии Магдалины, Св. Михаила, Св. Николая, Св. ап. Петра, Св. апп. Петра и Павла, Св. Регины, Св. Троицы. В части приходов именины этих святых отмечались как праздничные дни по аналогии с престольными праздниками у православных. Заимствовалась из православия и похоронная обрядность — использование свечей на похоронах, поминальная тризна, поминовение на 9-й и 40-й день, формы намогильных крестов, признание кумовьёв (крёстных) почти родственниками, использование елового лапника по ходу погребальной процессии, бросание денег в могилу, установка оградки.
Высокий уровень грамотности среди ингерманландских крестьян был обусловлен тем, что лютеране, не прошедшие конфирмацию, не допускались к святому причастию и не могли вступить в брак, поэтому при каждой кирхе была организована конфирмационная школа, в которой молодёжь обучалась чтению и письму. В конце XIX — начале XX веков в среде ингерманландских финнов под влиянием деятельности миссионеров из Финляндии, Швеции и других стран появились новые движения евангельского толка — «свободная Церковь», баптизм, пятидесятничество (в том числе «прыгуны»), методизм. К 1920 году их приверженцы объединились в Союз евангельских христиан Ингерманландии, который объединял около 3000 членов и имел 20 молелен.
В первые годы советской власти отношение государства к финской церкви было достаточно лояльным, что позволило ингерманландцам не только организовать независимую Финскую церковь Ингерманландии, но и начать вести проповеди на русском языке. Во времена НЭПа по отношению к Церкви Ингрии репрессий не проводилось, однако такое положение сохранялось недолго. Постановлением Президиума ВЦИК от 8 апреля 1929 г. были запрещены обучение в приходах, работа с молодёжью и все виды социального служения. В 1930-е годы все ингерманландские приходы были закрыты, пасторы и наиболее активные прихожане репрессированы, церкви и их имущество конфискованы. Прекратил своё существование и Союз евангельских христиан Ингерманландии. С 1938 по 1969 год Церковь Ингрии действовала в катакомбных условиях. В этот период в среде верующих ингерманландцев появляются женщины-проповедницы, которые, не имея на то формального права, проводили крещения, отпевания и молитвенные собрания, в том числе и в местах ссылок. Наиболее известные проповедницы этого периода — Мария Каява и Катри Кукконен.
В 1953 году из ссылок вернулись два оставшихся в живых пастора Юхани Вассель и Пааво Хайми. Они поселились в Петрозаводске. Ингерманландцы вновь смогли получать причастие и участвовать в конфирмационном обучении. Летом духовные собрания из-за большого количества народа проводились на кладбищах. Часто о таких собраниях доносили властям, и они разгонялись милицией. В конце 1960-х годов финны-ингерманландцы вошли в состав Эстонской лютеранской церкви — первое богослужение прошло в Нарве. Проводил его эстонский пастор Эльмер Куль, не знавший финского языка и поэтому служивший по транскрипции, однако церковь, рассчитанная на 250 мест, собрала на первое богослужение 800 человек. В 1970 году в северо-западной части Петрозаводска в старой избе был зарегистрирован второй лютеранский приход, в 1977 году — третий, в городе Пушкине.
Дальнейшее развитие Церкви связано с именем Арво Сурво, первоначально диакона в пушкинском приходе. В конце 1980-х годов он и его единомышленники начали восстановление церковных зданий в финских деревнях, причём начало было положено с церкви в деревне Губаницы Волосовского района. Всего было построено пять новых и восстановлено шестнадцать старых молитвенных зданий. Официально независимая Церковь Ингрии была зарегистрирована 14 сентября 1992 года. Первоначально её возглавлял приехавший из Финляндии епископ Лейно Хассинен. В 1990-е годы она стала широко использовать в богослужебной практике русский язык, так как всё больше прихожан не владело финским. За годы советской власти большое число ингерманландцев стало атеистами. Многие, будучи в смешанных браках, пришли к православию. Официальная статистика конфессиональной принадлежности ингерманландцев отсутствует. По данным Церкви Ингрии, в России в сфере её влияния находится около 15 000 человек, примерно две трети из которых ингерманландцы. Статистика конфессиональной принадлежности ингерманландских финнов, живущих в Финляндии и Эстонии, также не ведётся.
Несмотря на тесные контакты, Церковь Ингрии не является частью Церкви Финляндии. Церковь Ингрии является членом Всемирной федерации лютеранских церквей, но в отличие от большинства других церквей не признаёт священства женщин. Женщина-пастор, рукоположённая в Финляндии, не может служить в лютеранских храмах Церкви Ингрии. Церковь Ингрии занимает также резко негативную позицию в отношении однополых семейных союзов, которые Евангелическо-лютеранская церковь Финляндии не считает грехом. Церковь Ингрии в настоящее время подразделяется на 7 пробств, в исторической Ингерманландии действует 19 приходов.

## Общественные организации финнов-ингерманландцев

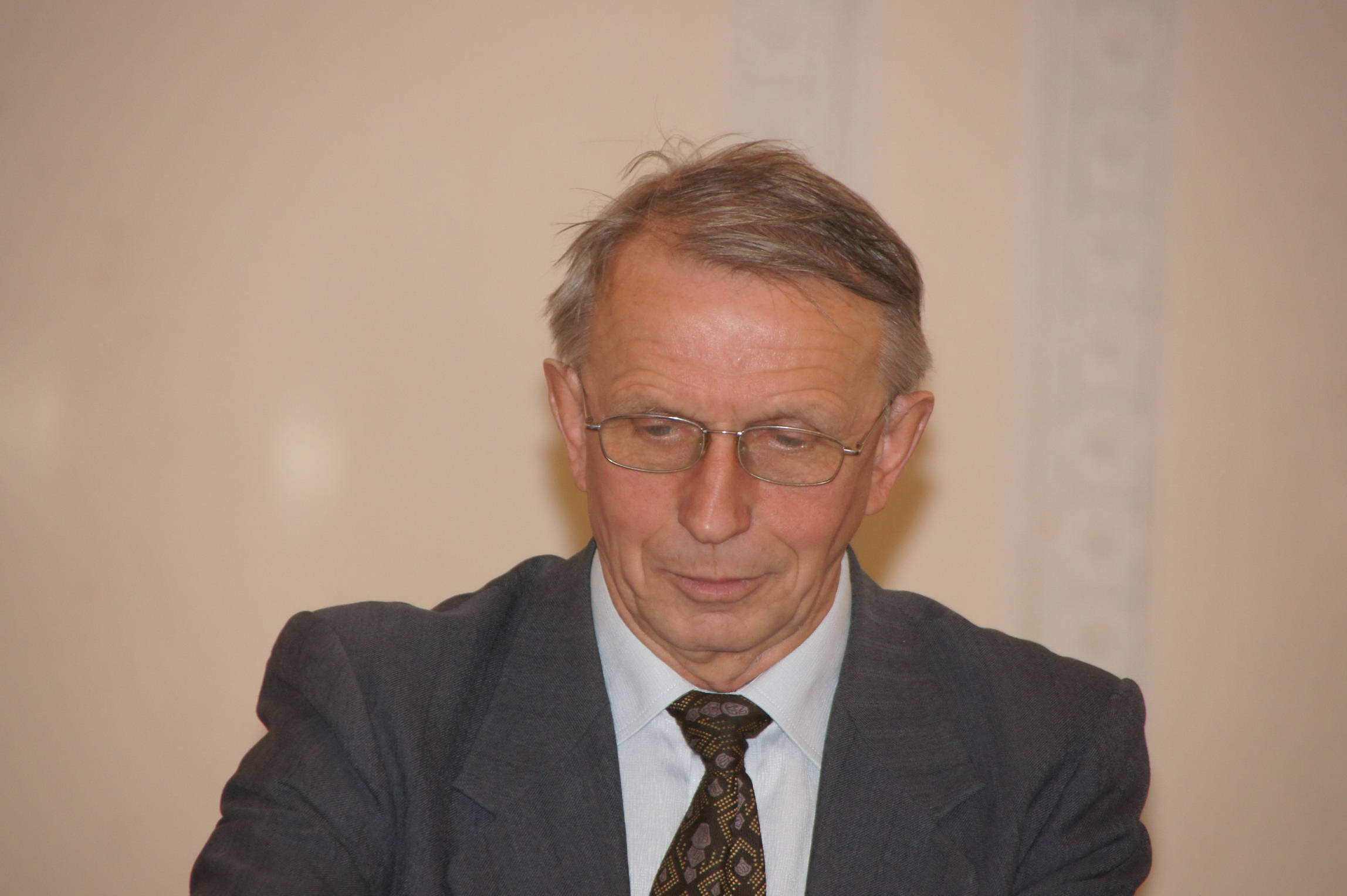
Председатель «Инкерин Лиитто» А. И. Кирьянен

- Инкерин Лиитто (фин. Inkerin Liitto, Ингерманландский союз) — добровольное общество ингерманландских финнов. Создано в Финляндии в 1922 году. В 1944 году его деятельность была прекращена. Вновь организовано в 1988 году. Цели общества — развитие культуры и языка, защита социальных и имущественных прав ингерманландцев. Действует на территории исторической Ингерманландии и в других районах России, кроме Карелии. Является организатором ежегодного национального праздника Юханнус[237][238][239].
- Ингерманландский союз Финляндии (фин. Suomen Inkeri-liitto) — основан в 1924 году в Финляндии беженцами из Северной Ингрии как Ингерманландский комитет. В 1934 году в Выборге он был преобразован в Объединение ингерманландцев. Современное название организация получила в 1994 году, имеет 8 региональных отделений[240][241][75].
- Ингерманландский образовательный фонд (фин. Inkeriläisten Sivistyssäätiö) — создан в Финляндии 30 июня 1965 года с целью поддержки интеллектуальной, экономической и архивной деятельности ингерманландцев[242][243].
- Союз ингерманландских финнов Карелии (фин. Karjalan Inkerinsuomalaisten Liitto) — создан в 1989 году для сохранения языка и культуры этнических финнов, проживающих в Карелии[244][245][246].
- Ингерманландское культурное общество (фин. Inkerin Kulttuuriseura ry) — действует в Финляндии с 1993 года. Занимается сохранением и популяризацией ингерманландской культуры на территории Финляндии[247].
- Ингерманландский центр (фин. Inkerikeskus) — действует в Финляндии, основан в 1995 году. Основная задача центра — помощь в социальной адаптации репатриантов в Финляндии[248].
- Союз ингерманландских финнов Эстонии[эст.] — создан в Эстонии в 1989 году, включает в себя 11 местных отделений[244][249].
- Шведский ингерманландский союз (швед. Sveriges Ingermanländska Riksförbund) — основан в Швеции в 1956 году, имеет 9 местных отделений[244][250].